# Barbe
Pour autre significations du nom barbe, voir Barbe (homonymie).

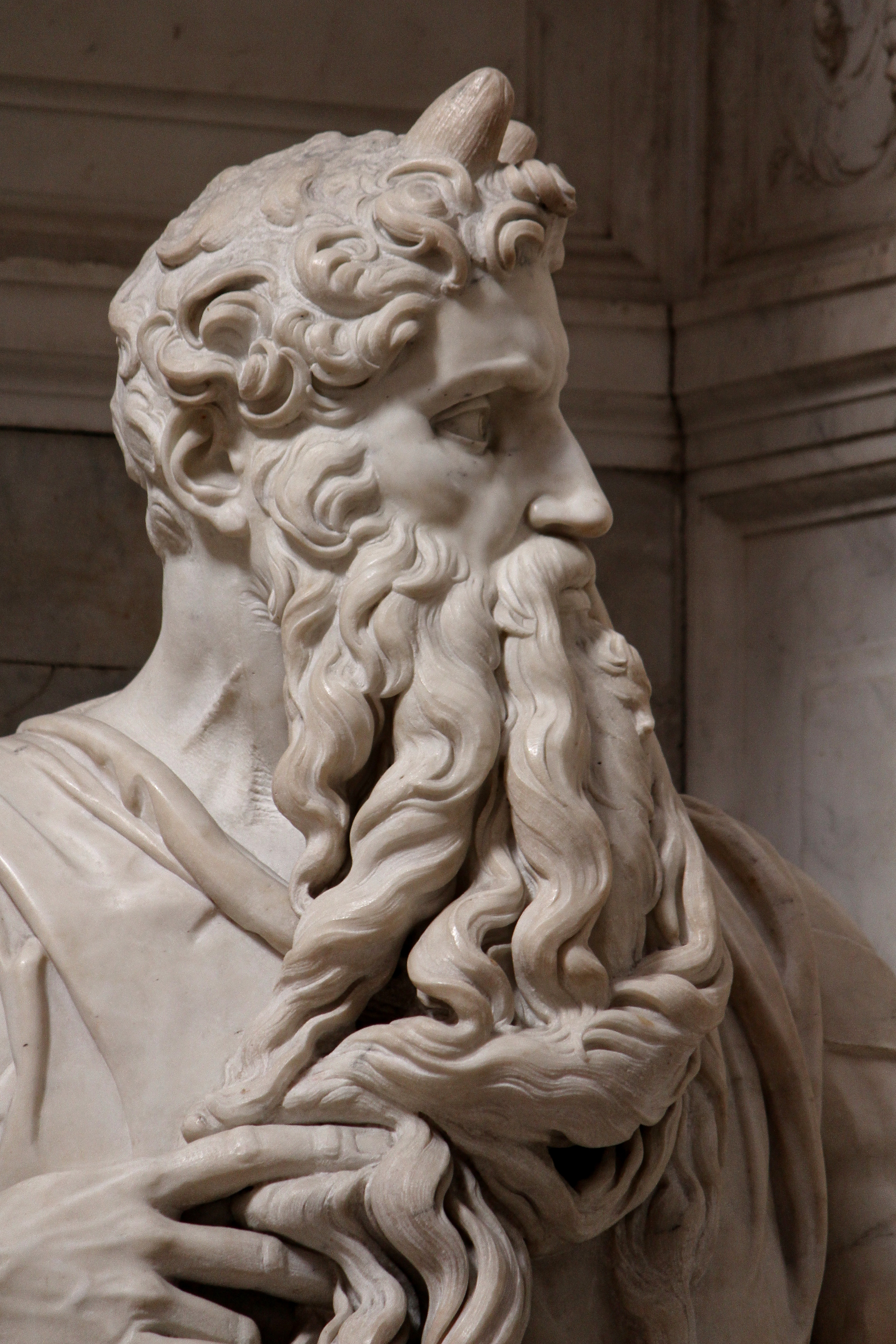
La barbe de Moïse, sculptée par Michel Ange.

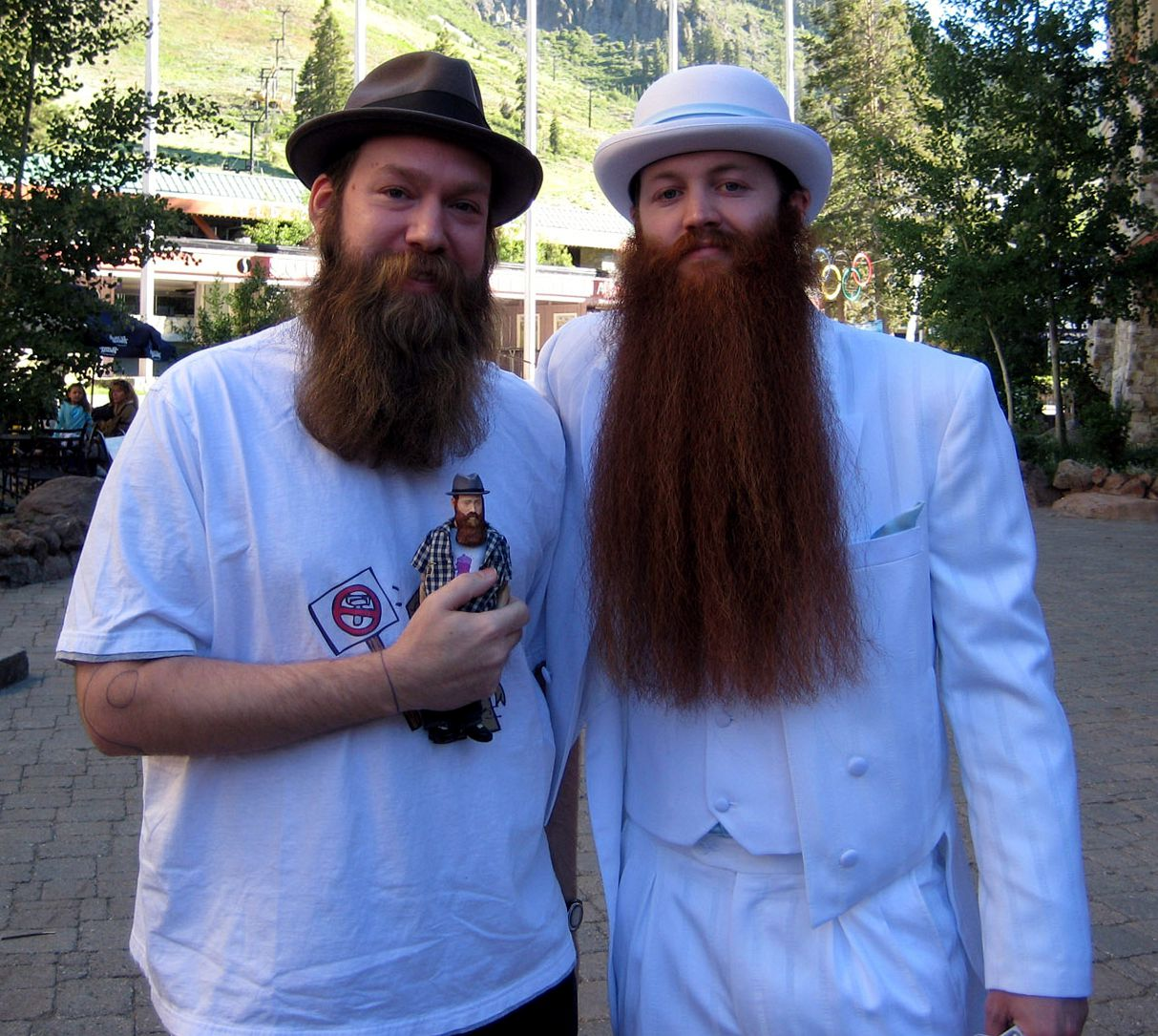
Deux barbus lors d'un championnat de barbes entières entretenues, avec Jack Passion à droite, gagnant de plusieurs compétitions mondiales.

La barbe (du latin barba, issu d'un mot indo-européen reconstitué *bharda) est l’ensemble des poils recouvrant le menton, les joues, la mâchoire ainsi que l'extérieur des lèvres (supérieure et inférieure) de l'homme et de l'adolescent.
Généralement, la barbe apparaît progressivement à partir de la puberté, comme la plupart des autres poils du corps humain. Toutefois, s'agissant d'un caractère sexuel secondaire, elle dépend de la génétique et du taux de testostérone que produit naturellement le corps. En outre, il existe de très grandes variations dans l'acquisition finale de ce caractère. La pilosité est variable dans les divers groupes humains : les populations asiatiques en ont par exemple très peu, et l'aspect des conquistadors espagnols barbus surprit autant que leurs chevaux à leur arrivée. Tout comme l'est la vitesse de pousse, la vitesse d'apparition des poils, en particulier ceux des joues, est également très variable d'un individu à l'autre. Certaines personnes mettent plusieurs années avant d'obtenir une barbe dure, d'autres n'y parvenant jamais. Dans quelques rares cas, il arrive que des bébés naissent avec une fine barbe qui s'estompe au fil des premiers mois. Les femmes atteintes d'hypertrichose peuvent aussi être pourvues d'une barbe.
De tout temps, les hommes barbus se sont vu attribuer des vertus diverses comme la sagesse, la virilité ou un statut social élevé. Cependant, la barbe peut être aussi perçue comme un manque de propreté et est synonyme de contact piquant lorsqu'elle est taillée, mais peut être appréciée lorsqu'elle est longue et douce.
Peu d'études semblent exister sur le sujet de l'histoire de la barbe (pogonologie) ou de la manière de l'entretenir (pogonotomie).

## Fonction
La barbe est considérée comme un caractère sexuel secondaire et l'un des éléments du dimorphisme sexuel propre à l'espèce humaine, c'est-à-dire l'un des traits qui différencient le sexe mâle vis-à-vis du sexe femelle chez une espèce sans jouer de rôle direct dans la reproduction (contrairement aux caractères sexuels primaires, qui sont nécessaires à la reproduction). Elle n'a donc pas de fonction biologique évidente en dehors du rôle qu'elle a pu jouer dans la sélection sexuelle en tant que parure à certains moments de l'histoire de l'évolution humaine. On peut la comparer aux crinières ou pilosités différentiées entre mâles et femelles chez d'autres mammifères, ou aux plumages complexes et colorés de certains oiseaux.
Éventuellement, comme pour les cheveux, si elles sont denses et assez épaisses, la barbe et la moustache peuvent jouer un certain rôle protecteur de la peau (contre le froid et les coups de soleil ou pathologies induits par les ultraviolets solaires). Ce rôle reste cependant modeste, notamment contre le froid (par rapport aux vêtements).

## Caractéristiques du poil de barbe
D'importantes différences génétiques (ethniques et individuelles) existent, et les poils de barbe n'apparaissent simplement jamais chez certaines populations naturellement imberbes.

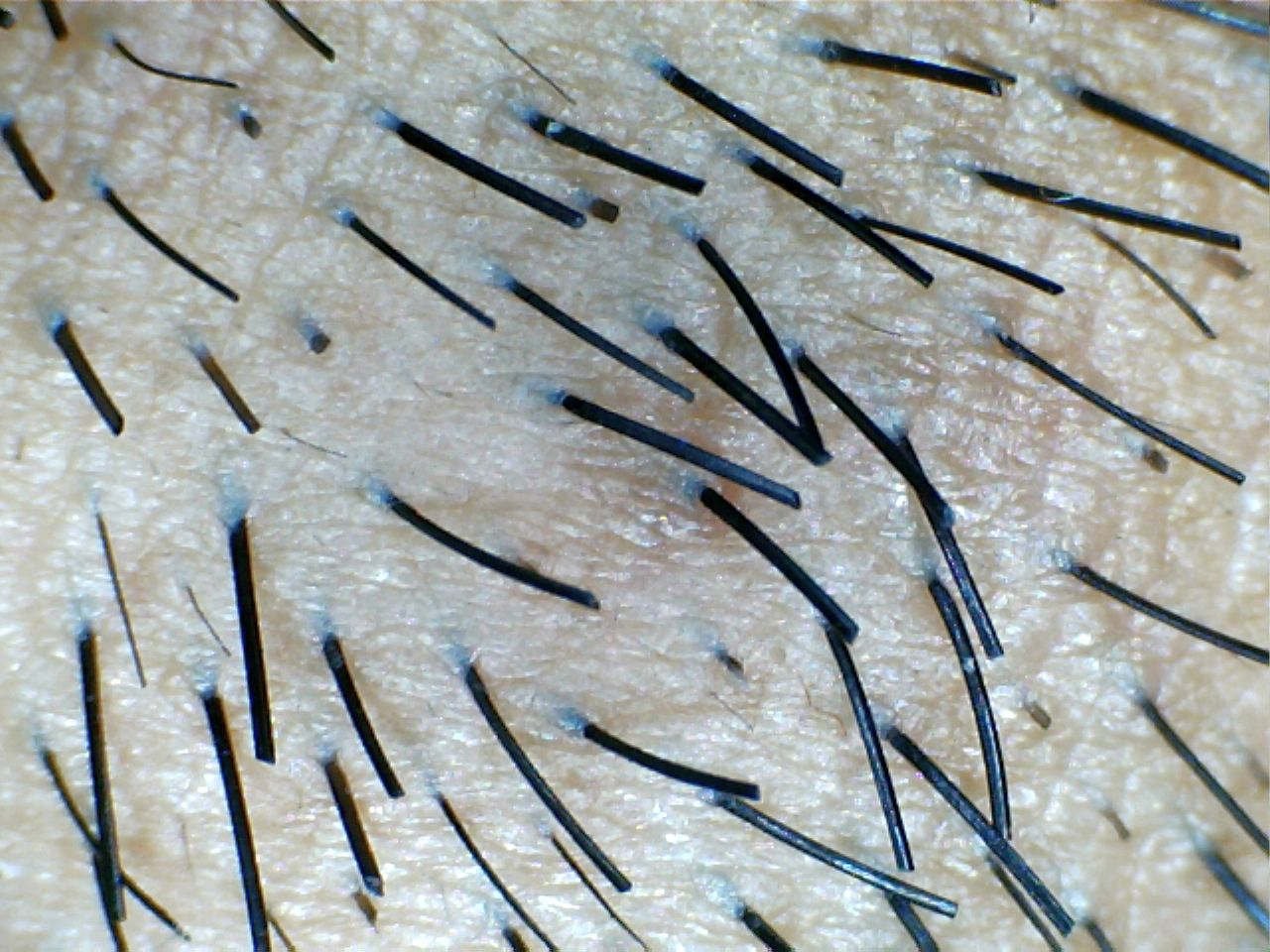
Poils de barbe (x 20).

Quand ils existent, les poils diffèrent physiologiquement des autres poils du corps et des cheveux : ils présentent chacun plus de couches de cuticule, ils sont chez l'adulte plus épais, plus variable et plus omnidirectionnels que les cheveux et autres poils poussant sur la peau. Chez l'adulte sectionner un poil de barbe exige en moyenne trois fois plus de force que pour un cheveu ou un poil de jambe.
La densité de poils de la barbe est plus ou moins élevée selon l'âge et selon les individus (de 6 000 à 25 000 poils).

### Croissance
Le poil de barbe grandit de 0,27 mm par jour en moyenne pour atteindre une longueur moyenne de 30 cm si non coupés ou non arraché. Mais cela varie beaucoup selon les individus. Cette vitesse de croissance augmente de l'adolescence à l'âge de 35–40 ans, puis se stabilise et décroit à partir de 70 ans, en lien avec le taux plasmatique de 5 alpha-dihydrotestostérone (DHT) alors que la densité de poils par cm2 de peau semble, elle, corrélée aux taux de testostérone de la peau (hormone qui pilote aussi la pilosité des aisselles et du pubis chez l'homme comme chez la femme). La barbe pousse plus vite en été quand le corps produit plus d'hormones androgéniques.
La section du poil varie aussi selon les individus (ronde, ovalisée ou ovale-aplatie), ce qui modifie l'apparence de la barbe qui est par ailleurs plus ou moins bouclée ou crépue. La barbe est statistiquement moins dense dans les populations asiatiques par rapport aux Européens à peau claire ou à certaines populations moyen-orientales.
La croissance de la barbe est plus faible en janvier et février puis augmente graduellement jusqu'en juillet et août pour atteindre un taux de croissance de 60 %[pas clair].

### Couleur
Bien qu'elles correspondent souvent, la couleur naturelle de la barbe d'un homme est parfois très différente de celle de ses cheveux, tout comme les poils corporels. Cette pilosité polychrome se rencontre essentiellement chez les populations d'origine européenne. Ainsi les barbes rousses naturelles, claires à foncées, sont beaucoup plus fréquentes que les cheveux roux, et elles peuvent être associées à n'importe quelle couleur de cheveux, du blond clair au brun foncé. Au Moyen-Orient, les barbes rousses naturelles sont moins fréquentes mais elles y sont souvent imitées par des teintures au henné.

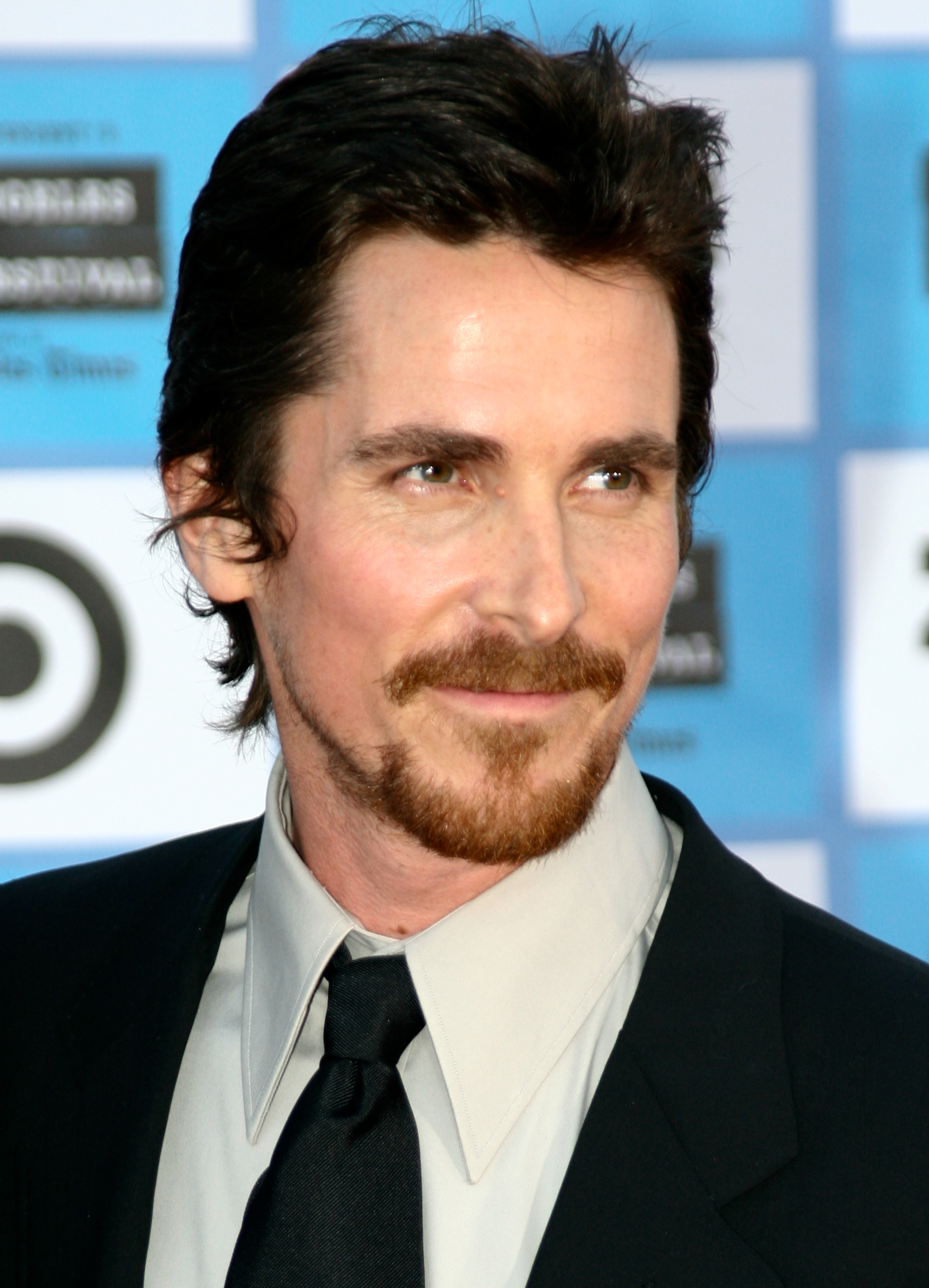
Barbe rousse naturelle plus claire que les cheveux bruns de l'acteur Christian Bale, tout aussi fréquent.
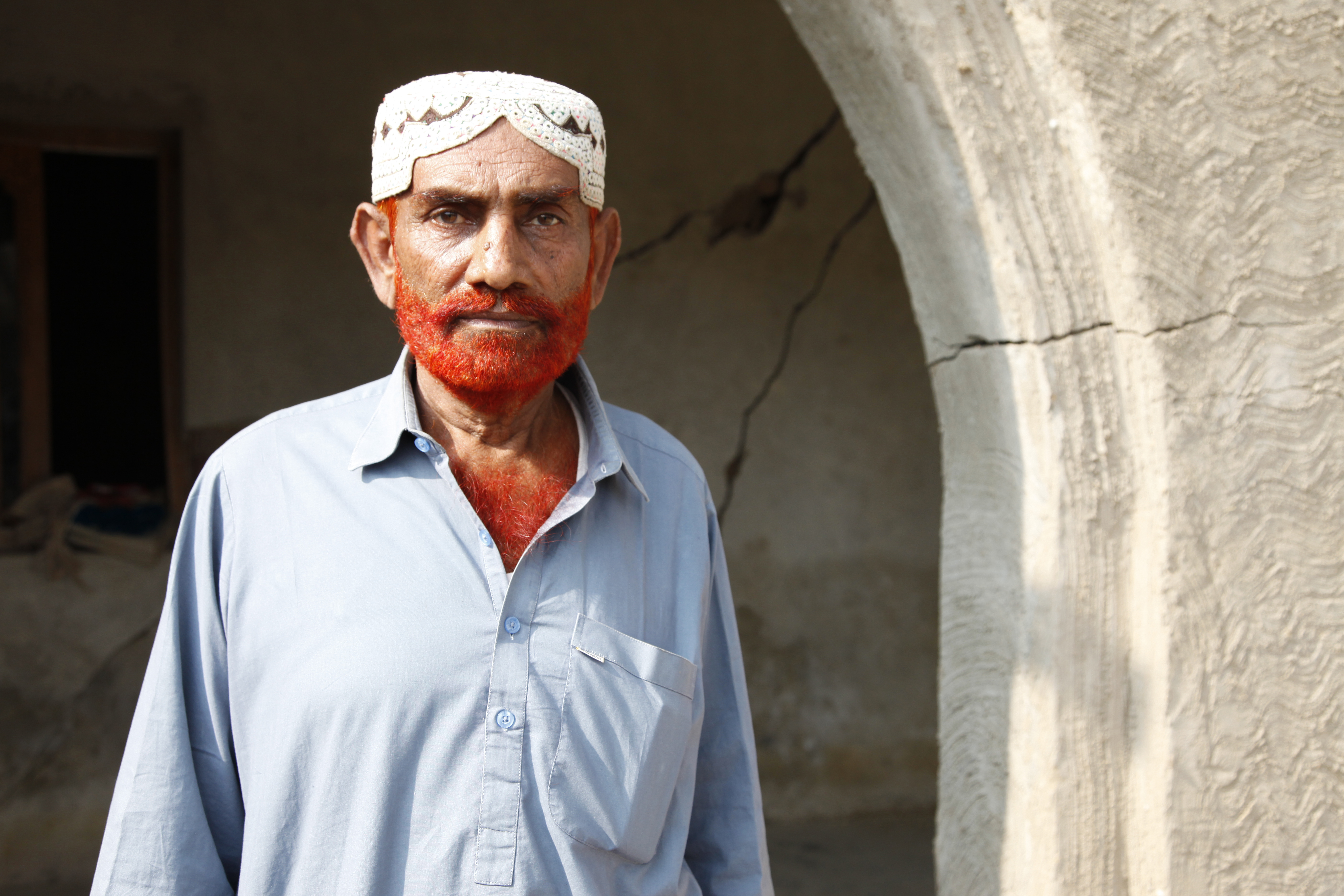
Barbe et poils teintés au henné, Pakistan, 2010.
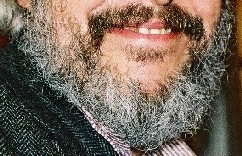
Barbe complète au naturel, poivre et sel.

## Rasage ou entretien de la barbe

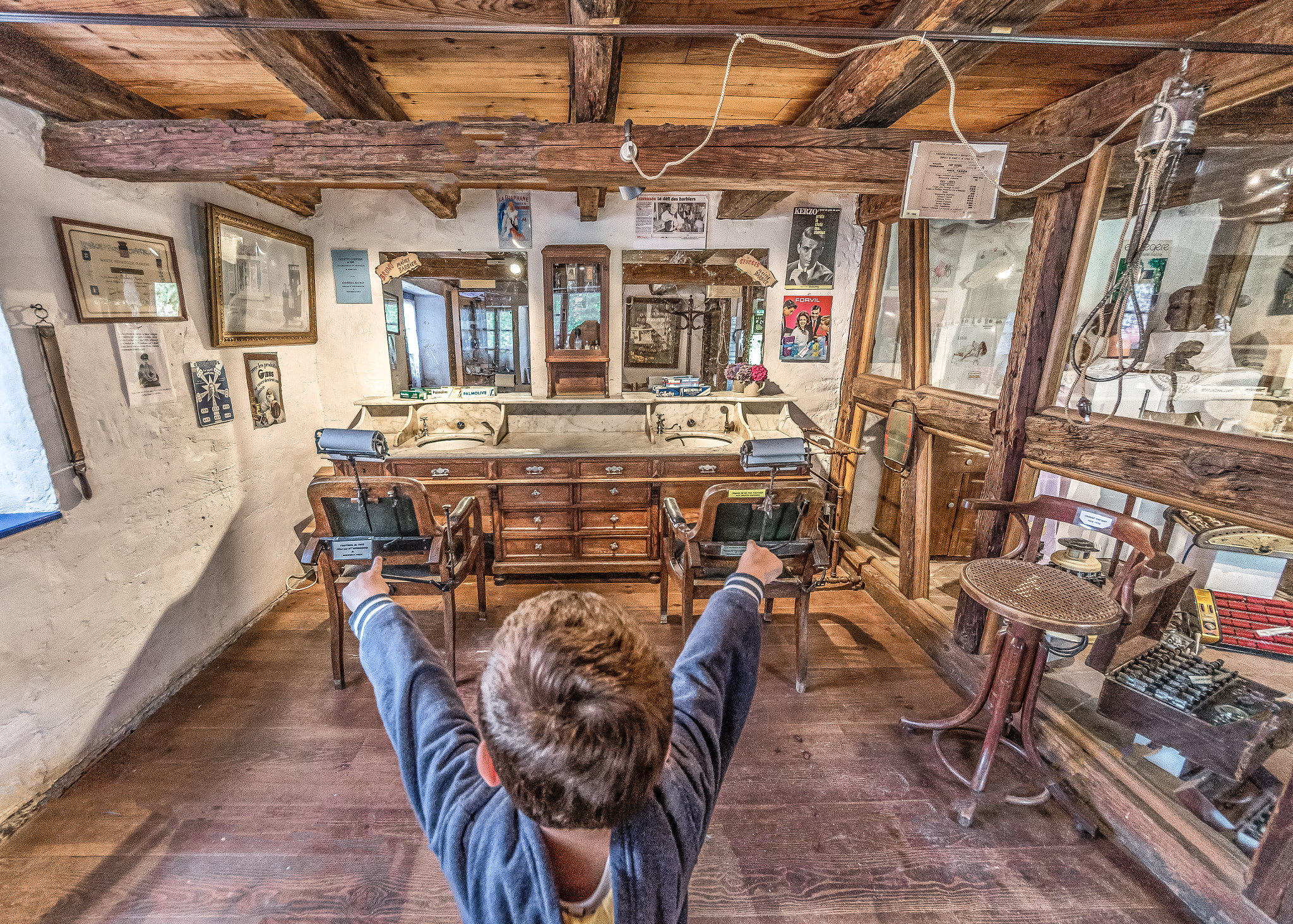
Boutique d'un métier d'autrefois : barbier.

Le rasage de la barbe est parfois encouragé, notamment pour des raisons sanitaires. Selon cette approche sanitaire, la barbe présente un risque de présence de virus ainsi qu'une gêne à l'efficacité du masque respiratoire.
Contrairement à une idée reçue, le rasage du poil ne le rend ni plus dur, ni plus foncé. Cette impression viendrait du fait que, le plus souvent, lorsque la barbe est rasée à l'aide d'une lame, le poil est coupé en biseau, ce qui le rend plus piquant. Cette impression vient aussi du fait que la plupart du temps, les jeunes hommes commencent à se raser à l'adolescence, période à laquelle le duvet se transforme en barbe. Ce n'est donc pas le fait de se raser qui rend le poil plus dur et le transforme en barbe mais l'évolution hormonale qui caractérise la puberté.
Le rasage de la barbe est moins douloureux que son épilation par arrachage des poils, mais c'est néanmoins un traumatisme pour la peau ; la lame du rasoir est source d'irritation, de rougeur, picotements, sécheresse ou tiraillements, parfois exacerbés par des allergies aux produits chimiques ou naturels présents dans les mousses, crèmes et autres produits de rasage/après rasage. De plus, les poils incarnés et/ou coupures accidentelles sont favorisés par le rasage. Le rasage est néanmoins plus fréquent dans les années 2010 qu'au XXe siècle. Il a depuis longtemps une importance économique significative, avec autrefois le métier de barbier, et de nos jours, au sein de « l'industrie du poil », les achats massifs de rasoirs (manuels ou électriques), blaireaux et de produit de rasage qu'il nécessite avant, pendant et après l'opération de coupe du poil. Selon une évaluation récente (publication 2012), pour l'industrie des cosmétiques, le marché masculin des produits avant-rasage, après-rasage, parfums, crèmes de soins, épilation, etc., fortement poussé par la publicité, représentait près de 30 milliards de $ en 2010 (environ 29 milliards[Quoi ?]).
Il existe aussi des pathologies (et donc des soins ou cosmétiques associés) de la barbe (hypertrichose, hirsutisme, dermatoses, alopécies, poils incarnés, colorations du poil dues au tabac, etc.)

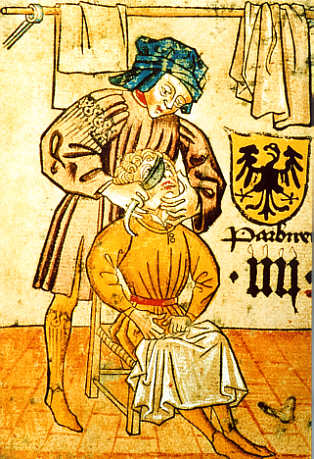
Barbier sur le jeu de cartes Hofämterspiel, XVe s.
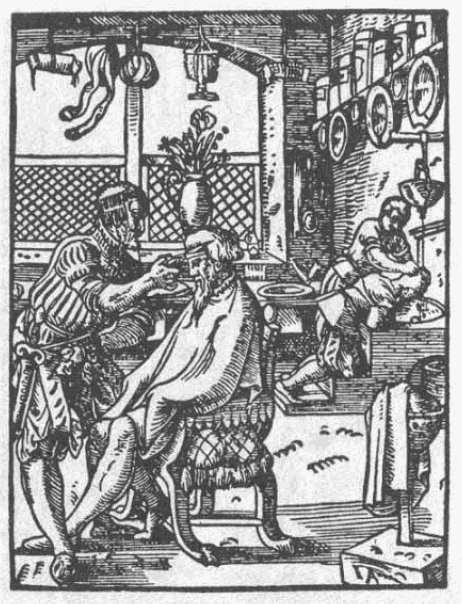
Barbier, Allemagne, 1568.
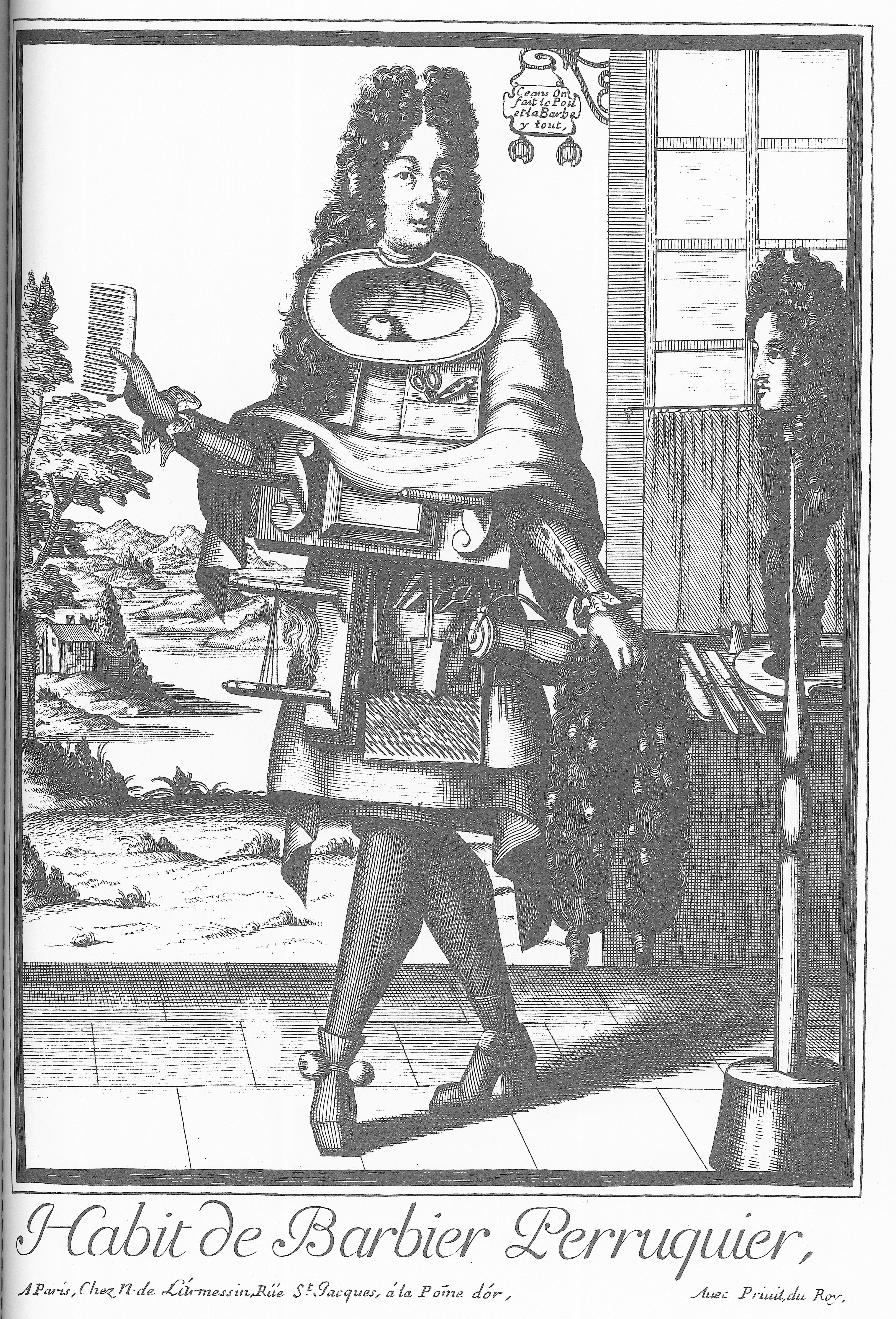
Habit de barbier-perruquier français, 1695.
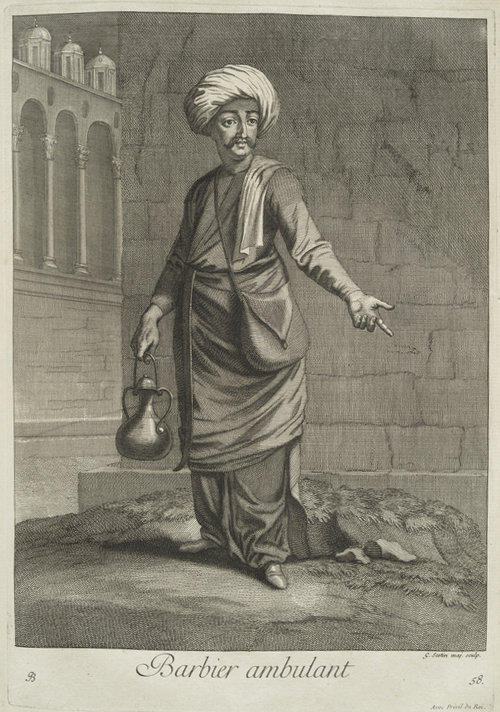
Barbier ambulant ottoman, 1707.
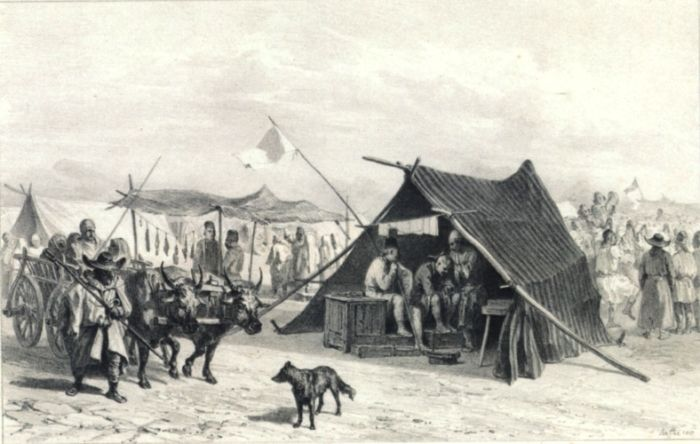
Barbier tsigane à la foire, Valachie, 1837.
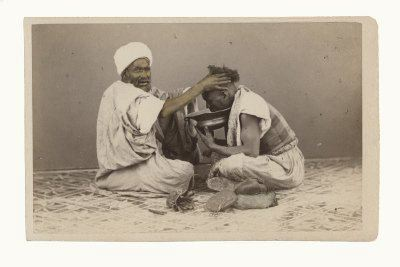
Barbier arabe, 1860.
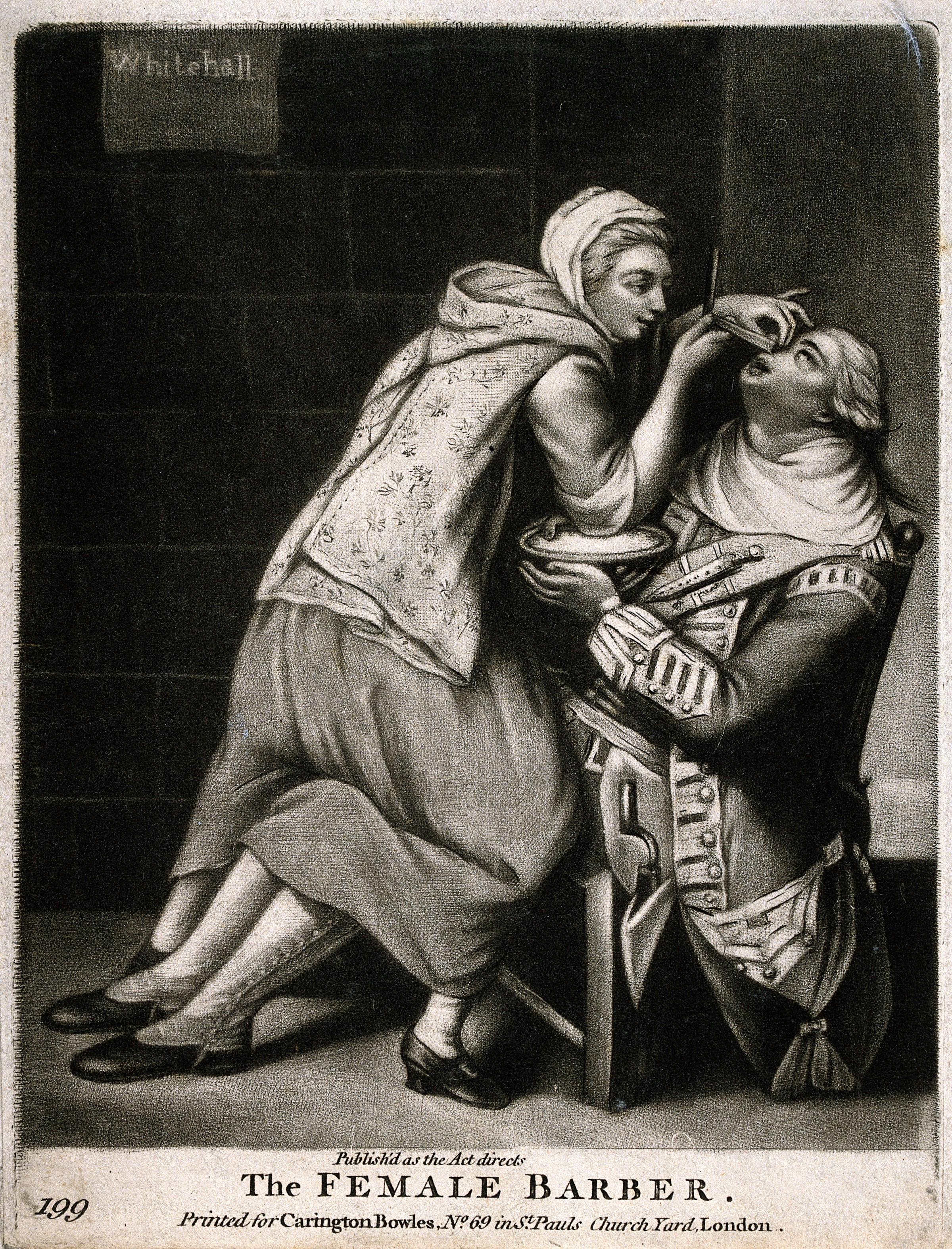
Femme barbier rasant un soldat, Londres, XVIIIe s.
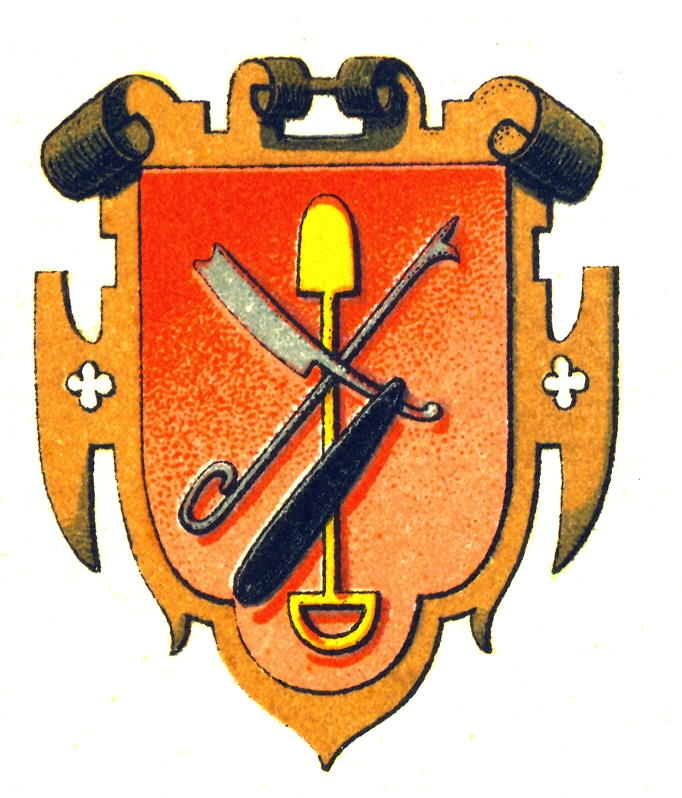
Emblème de la guilde des barbiers, 1895.
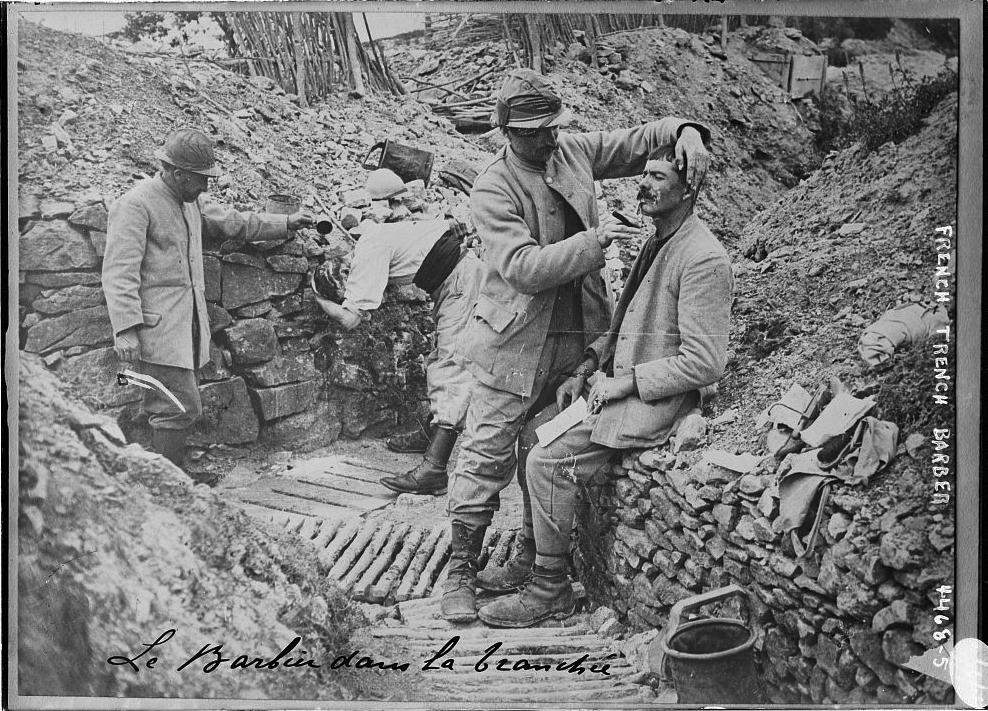
Barbier rasant un poilu dans une tranchée française, 1916-1917.
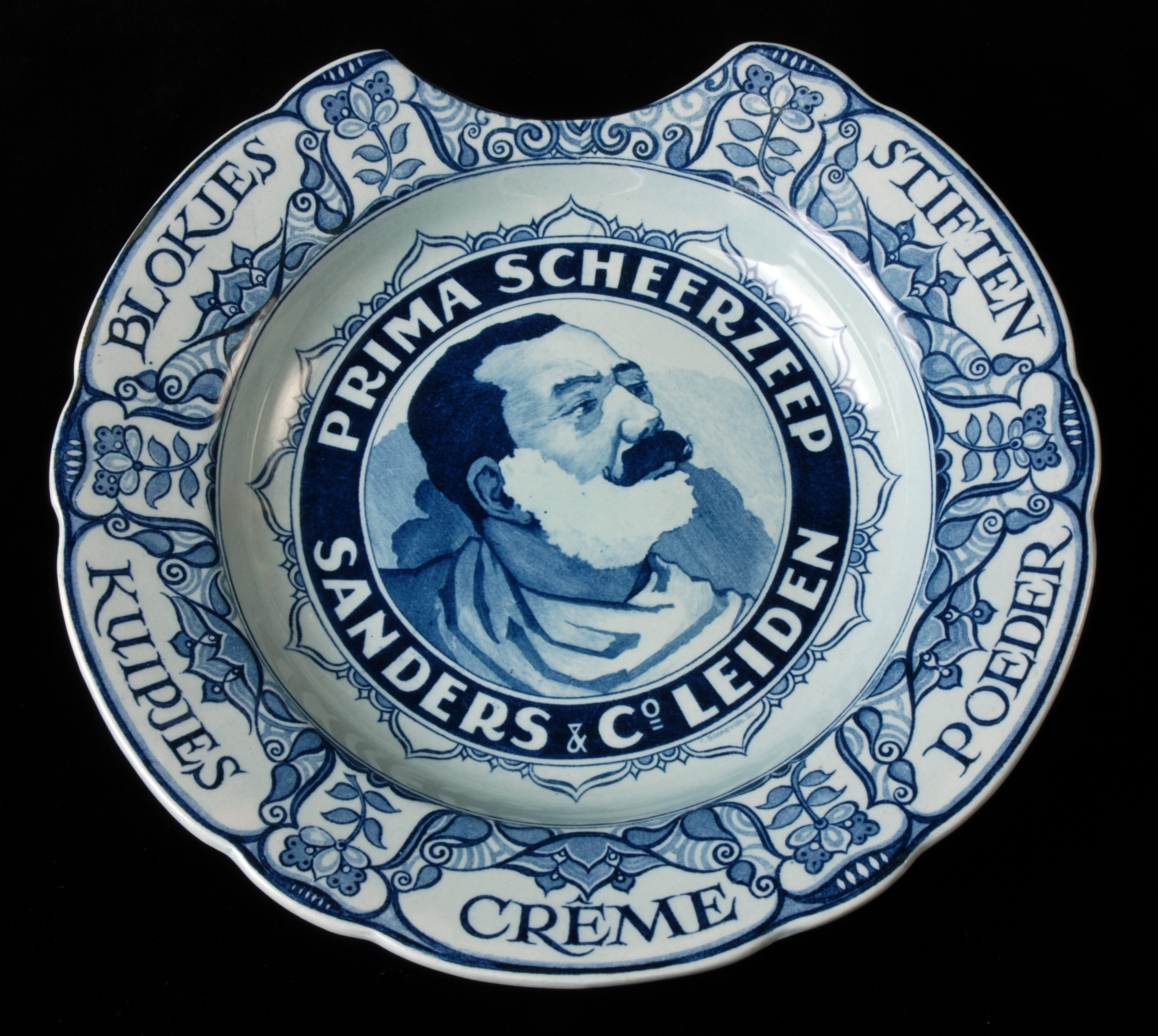
Bol à raser, Rotterdam, 1930-1960.
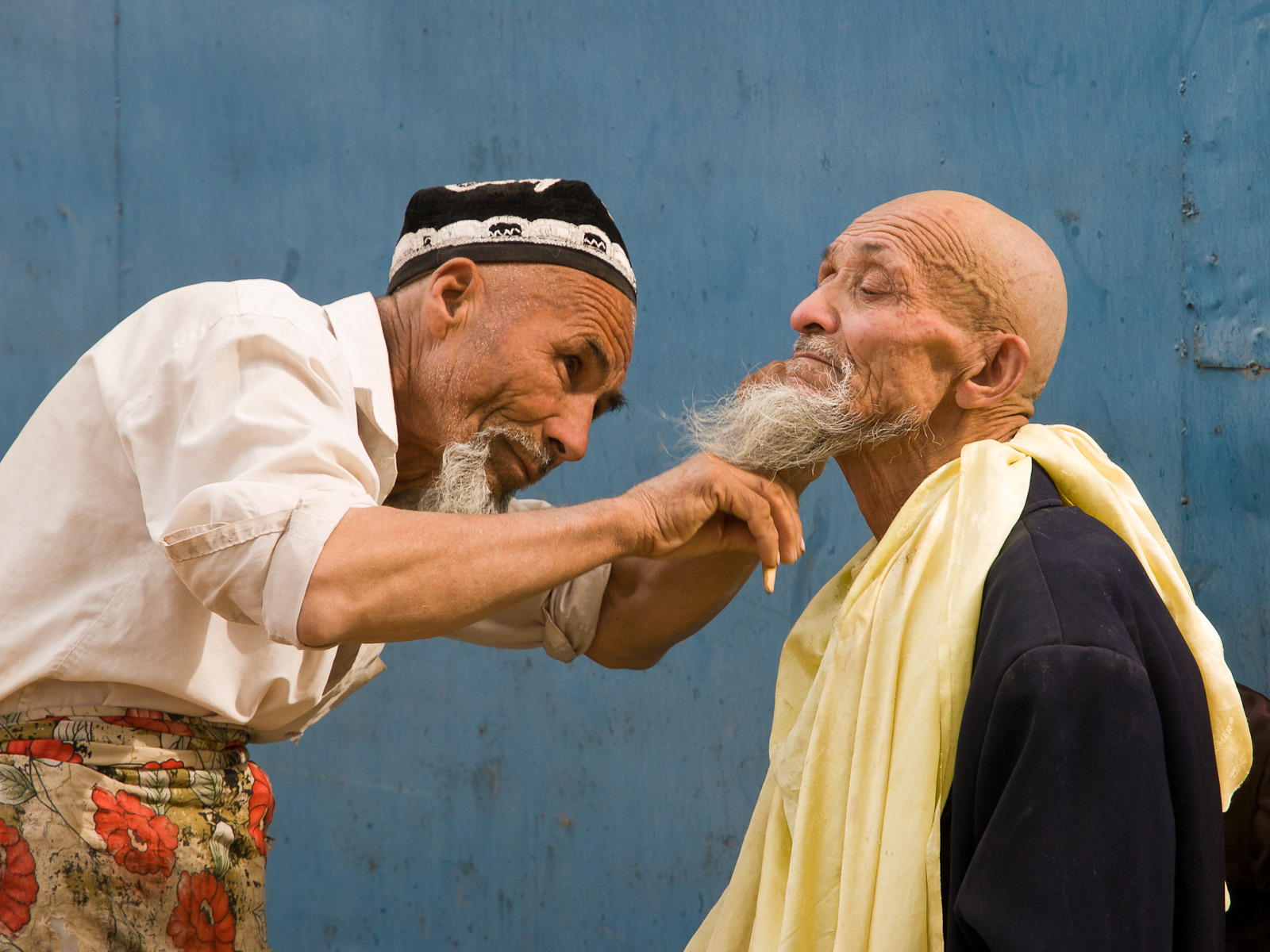
Barbier à Kaxgar (Chine), 2008.
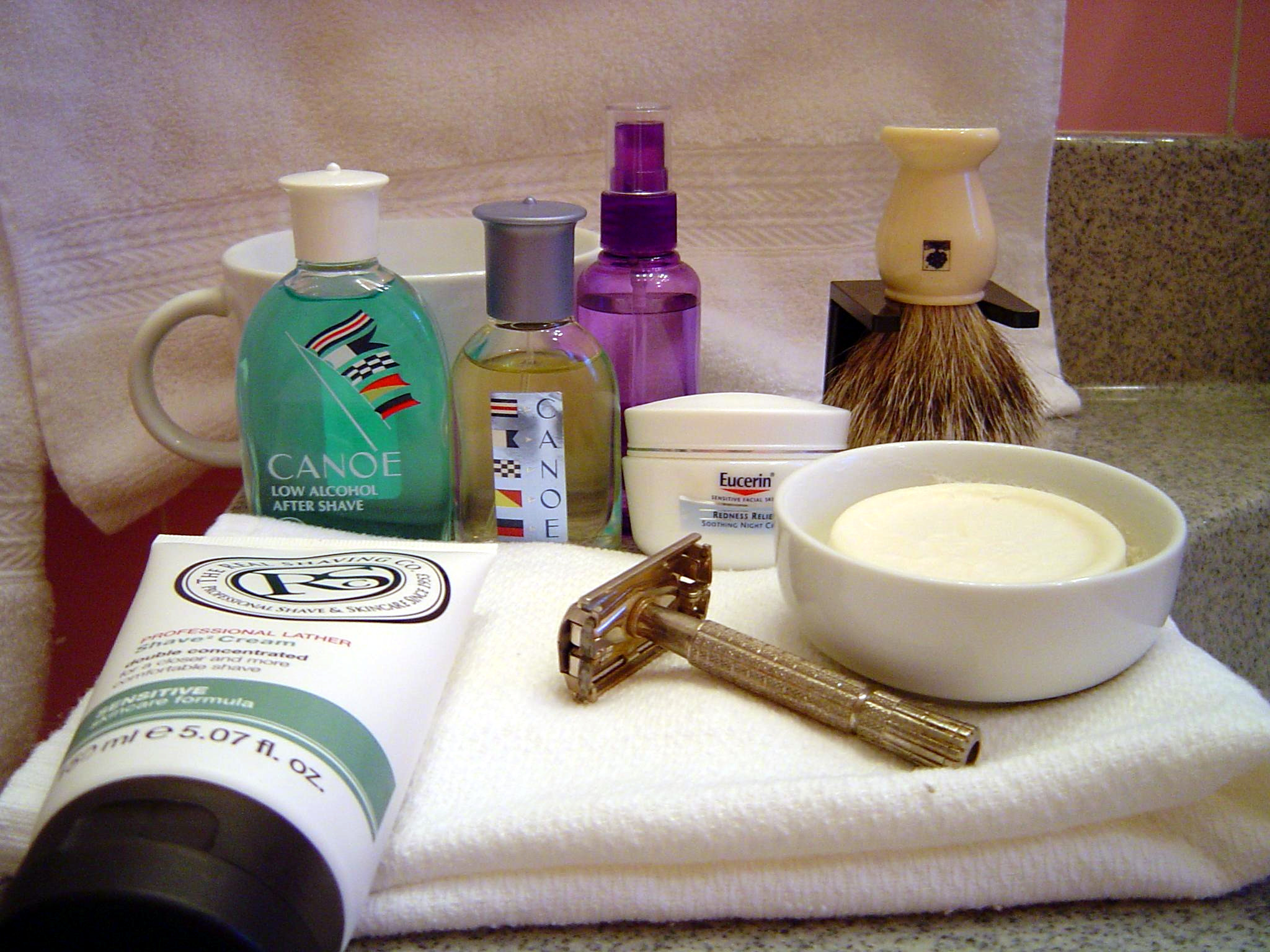
Nécessaire à raser, 2008.
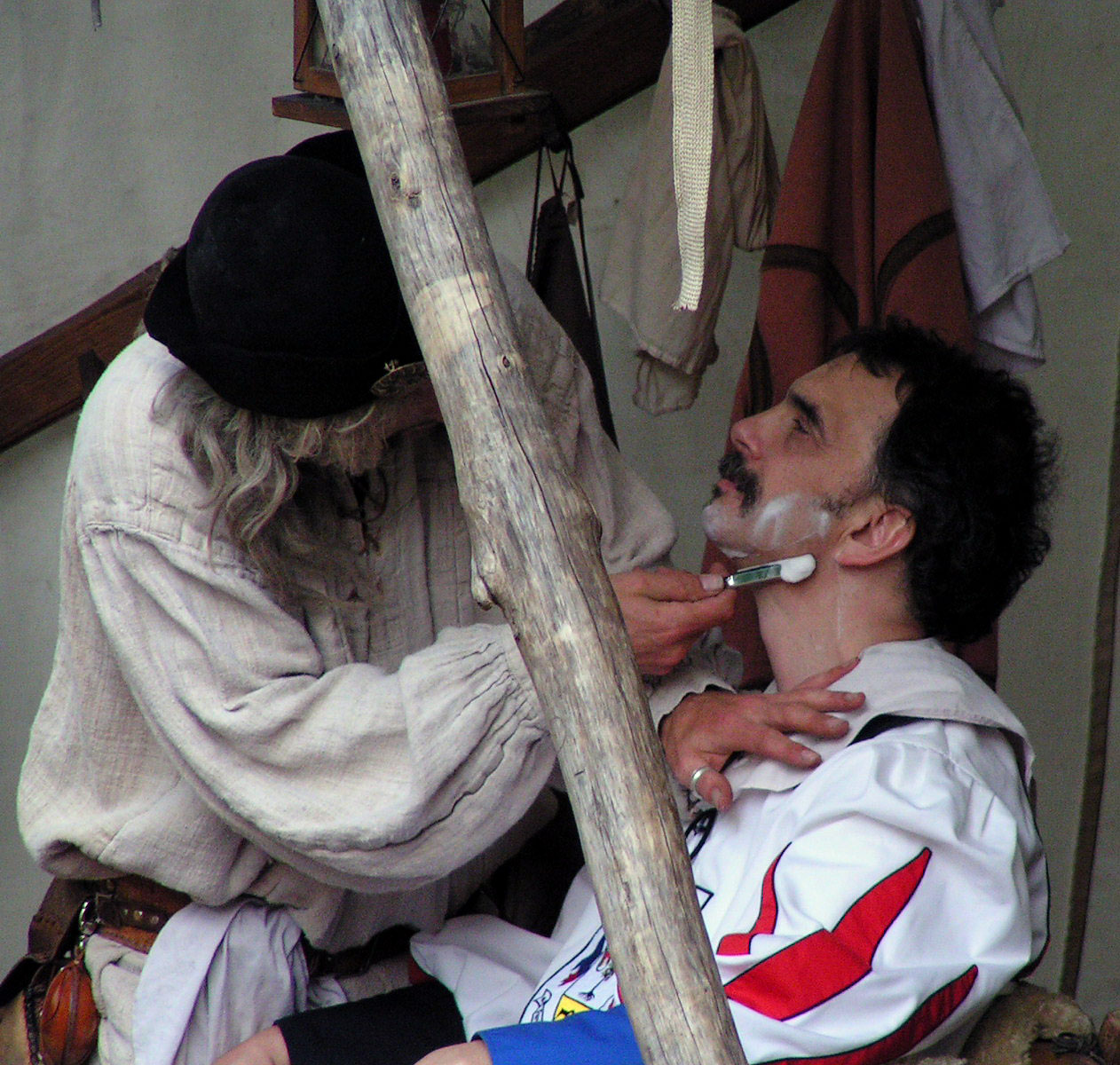
Rasage lors d'un festival médiéval en Allemagne, 2014.
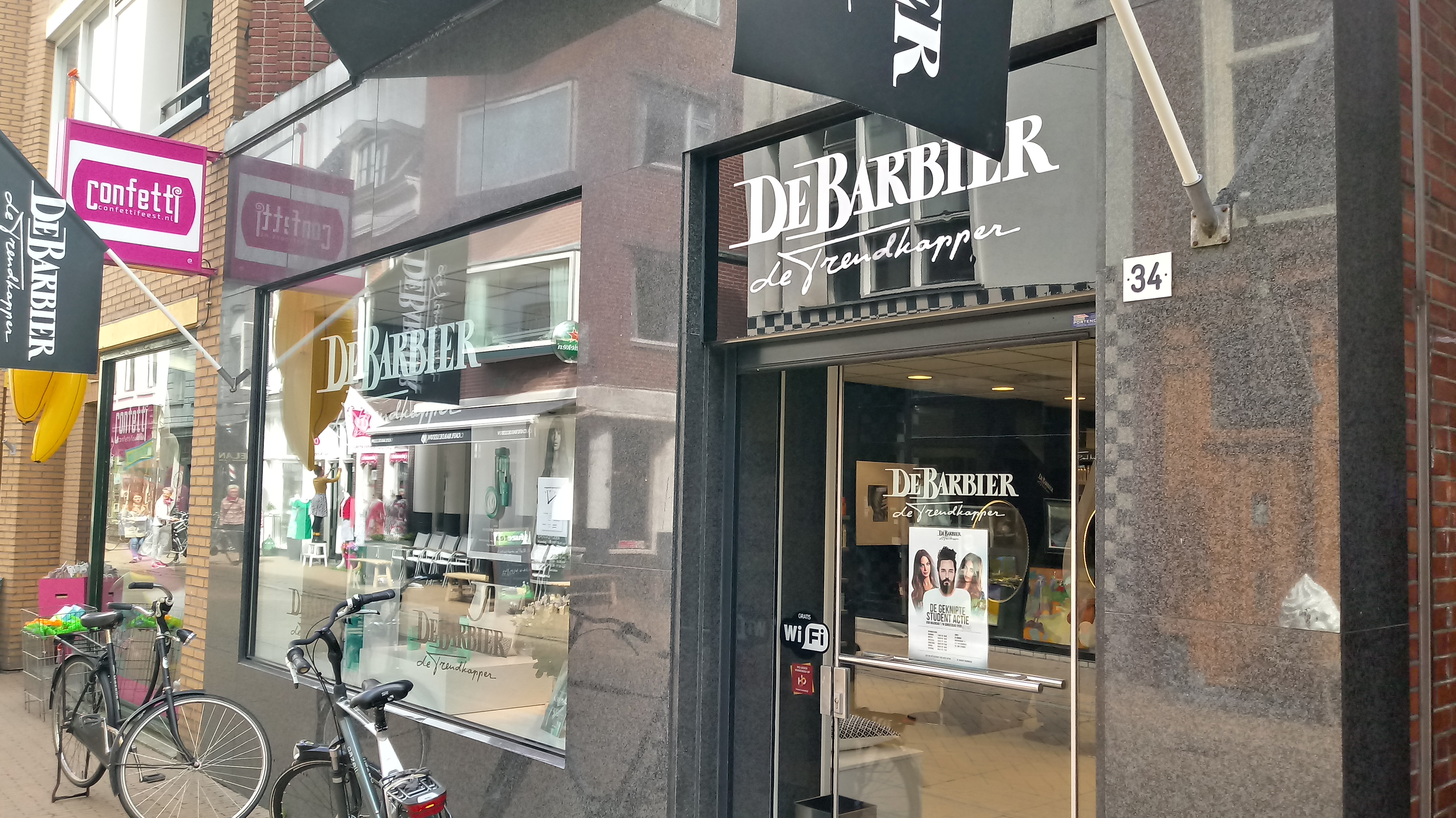
Boutique de barbier contemporaine, Groningen, 2018.

## Usage esthétique et culturel
De tous temps, et comme les cheveux, la barbe s'est prêtée à de multiples mises en valeur, pouvant être purement esthétiques ou suivant des traditions culturelles et religieuses. Elle suit en partie des effets de mode qui varient fortement d'une époque à l'autre et d'une culture à l'autre. Elle peut être laissée complète au naturel, bien entretenue pour des raisons d’hygiène ou non (à l'exemple des ermites dans plusieurs religions). Elle se prête aussi facilement à de multiples coupes, plus ou moins courtes ou longues, moyennant des rasages totaux ou partiels. Fréquemment, seule une partie de la barbe est conservée, comme la moustache ou la barbiche. Une méthode répandue de nos jours en Occident est la barbe de trois jours (ce terme est générique, les rasages ayant souvent une fréquence plus espacée), qui permet d'avoir un visage découvert proche de celui obtenu par des rasages de près quotidiens sans trop en subir les désagréments, en diminuant leur fréquence, et peut éventuellement constituer une mise en avant de la barbe en la laissant visible. Cette « barbe de trois jours » donnait auparavant en Occident une impression de laisser-aller, alors que de nos jours elle est devenue une marque de décontraction, puis elle est aussi fréquemment devenue « faussement négligée » (entretenue mais avec un aspect naturel).

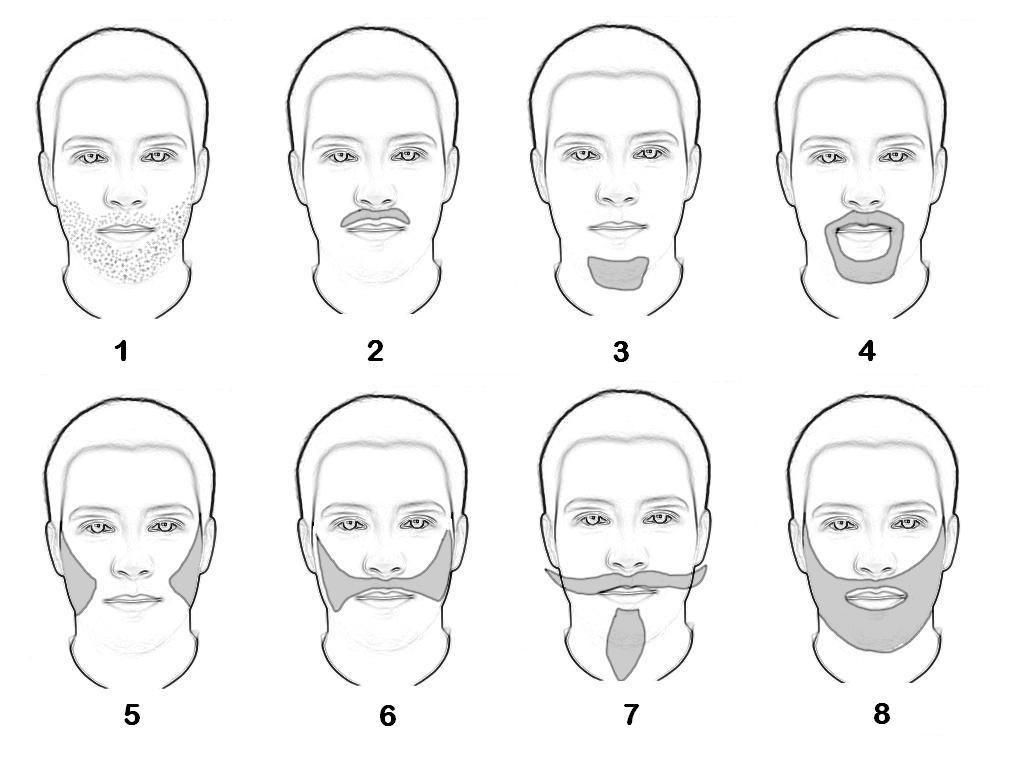
Noms de plusieurs coupes classiques de barbe. 1 : la barbe de trois jours, 2 : la moustache, 3 : la barbiche, 4 : le bouc, 5 : les favoris, 6 : la Souvarov, 7 : l'impériale, 8 : barbe complète.
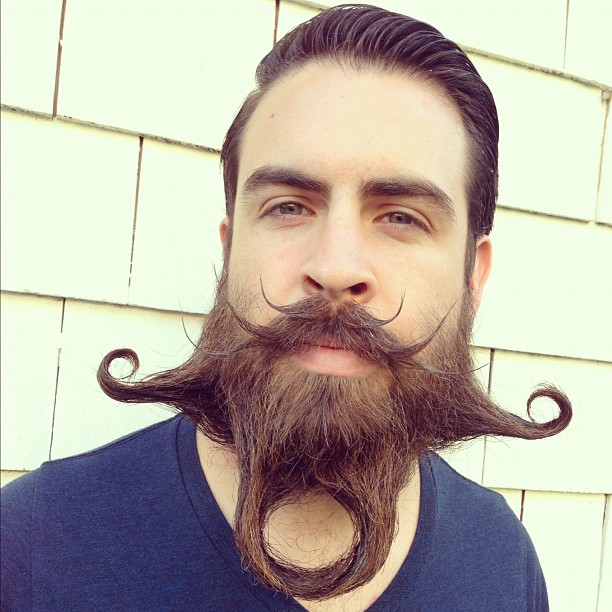
Plus légère et rigide que les cheveux, la barbe se prête à des mises en valeur créatives, comme une matière propice à la sculpture.
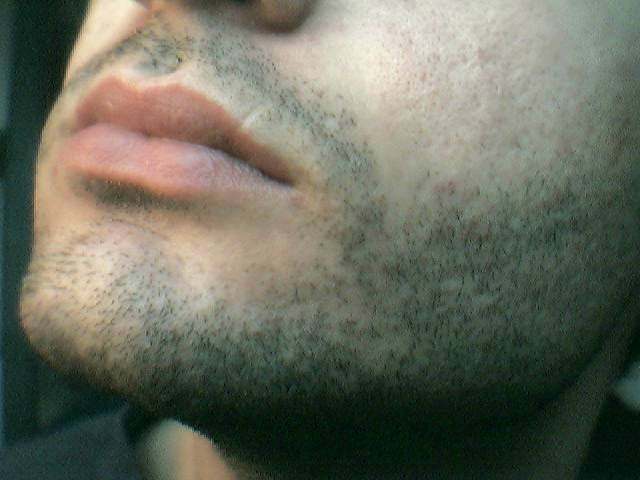
La barbe dite « de trois jours », permet d'avoir le visage découvert sans rasage au quotidien, et de laisser visible une barbe très courte.

## Records

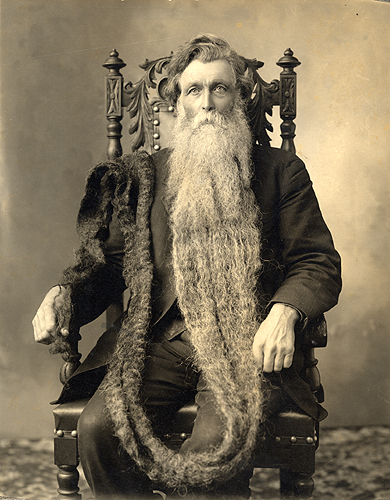
Le Norvégo-Américain Hans Langseth, titulaire du record du monde de la plus longue barbe (5.33 m en 1927) qui était rousse, photographié en 1912.

Actuellement, le record de longueur de barbe est toujours détenu par Hans Langseth (1846-1927). En 1927, sa barbe mesurait 5,33 m. Ce Norvégien a légué sa barbe à la Smithsonian Institution de Washington.
Le record en France est détenu par le père Coulon (Vandenesse 1826 - Montluçon 1916), ou Louis Coulon de son vrai nom, qui était un ouvrier aux Usines Saint-Jacques à Montluçon. En 1889, selon la revue La Nature, il arborait déjà une barbe de 2,32 m. Le 24 février 1899, il figura sur la page de couverture du Journal Illustré : il portait alors une barbe de 3,35 mètres qu'il allait laver dans les eaux du Cher.

## Histoire de la barbe
Le port de la barbe fut à la mode et/ou imposé par des traditions ou religions, plus ou moins selon les époques et le contexte socioculturel, et ceci probablement dès la préhistoire. Elle est l'un des attributs, fondateurs selon certains ethnologues, de la masculinité.

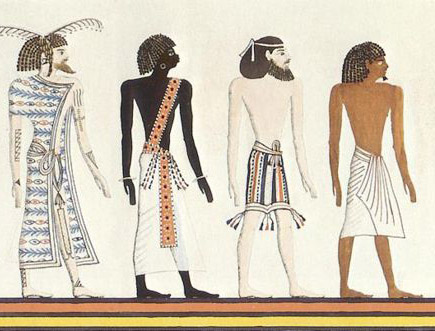
Libyen, Nubien, Syrien et Égyptien. D'après une peinture murale du tombeau de Séthi Ier, copie de Heinrich von Minutoli (1820).

### Assyrie
Les Assyriens portaient généralement une grande barbe bouclée, parfois teinte.

### Égypte antique
Durant l'Ancien Empire, les aristocrates se laissent pousser une fine barbe souvent teinte au henné. En dehors de cette période, la barbe est un attribut divin et de souveraineté. Le pharaon, le roi ou même la reine sont représentés de façon distincte des autres personnages, avec notamment une barbe postiche symbolique en forme de cornet à dés maintenue par des cordons qui aboutissent derrière les oreilles.

### Grèce antique
Pour les militaires (Sparte), elle était un signe de virilité et de courage. Pour les philosophes (Athènes), la barbe est un signe de sagesse et d'expérience.[réf. nécessaire]

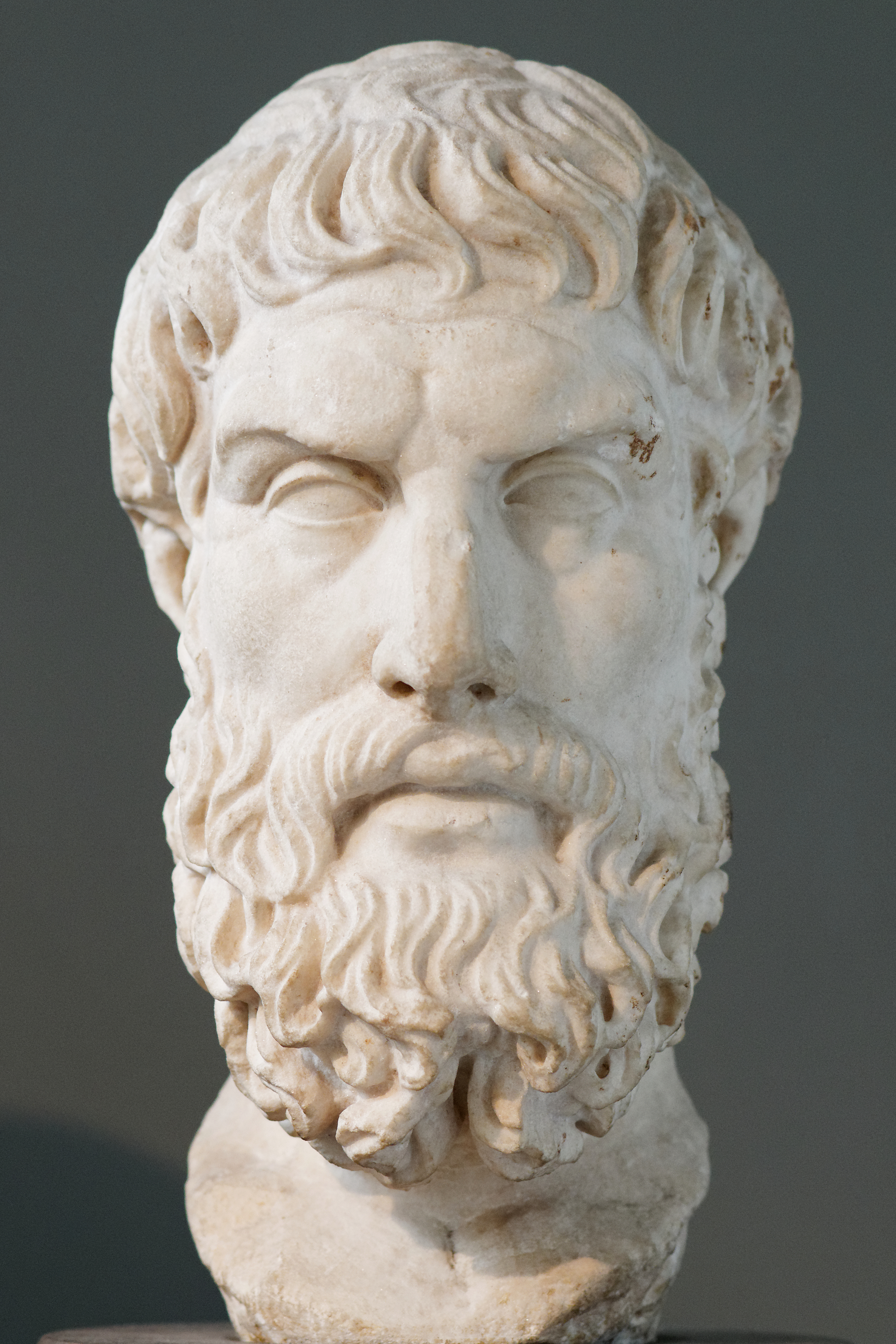
Epikouros, IIIe s.

Du IIIe au VIe siècle, contrairement à celles des philosophes stoïques tels Zénon ou Chrysippe, les statues représentant les épicuriens montrent Épicure et ses disciples sereins, vêtus avec une élégance urbaine, les cheveux et la barbe toujours soignés, façon d'« exalter les idéaux de l'ancienne cité aristocratique » et confirmer un statut social reconnu. Dans son discours 1.2.29, le stoïcien Épictète dit placidement qu'en tant que philosophe, il préfère qu'on le décapite plutôt que se raser, comme pouvait l'exiger l'empereur Domitien avant d'exiler tous les philosophes. Pour lui, la barbe est le signe de la différence du sexe mais l'habit ne fait pas le moine : « ...Mais tu te crois philosophe pour avoir une longue barbe, une besace, un bâton et un manteau. Mon ami, l'habit est convenable à l'art ; mais le nom, c'est l'art qui le donne et non pas l'habit »

### Macédoine

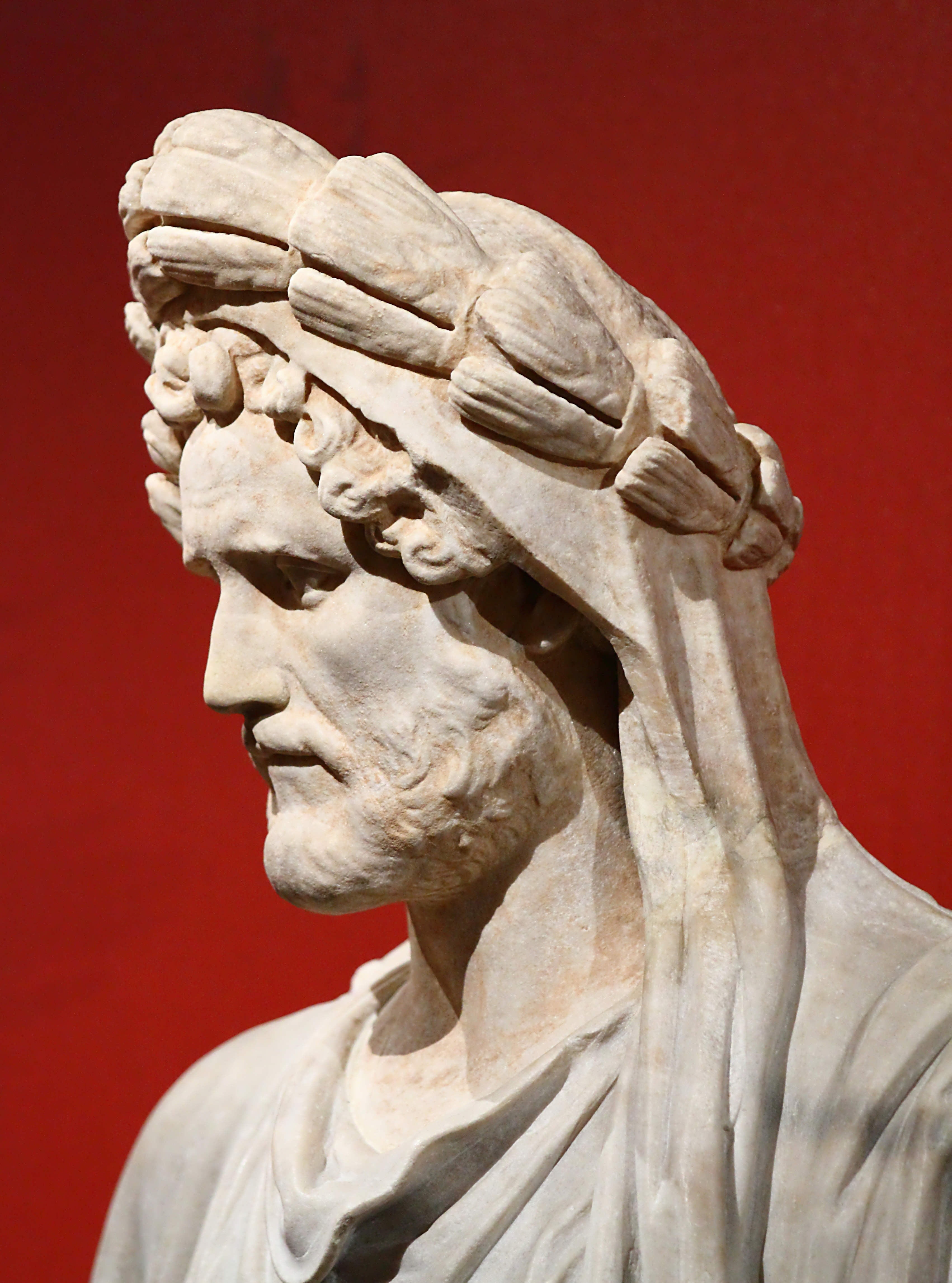
Antonin le Pieux (empereur de 138 à 161).

Alexandre le Grand imposa à ses soldats de se raser la barbe de près avant la bataille pour ne pas offrir de prise à leurs adversaires dans le corps à corps.

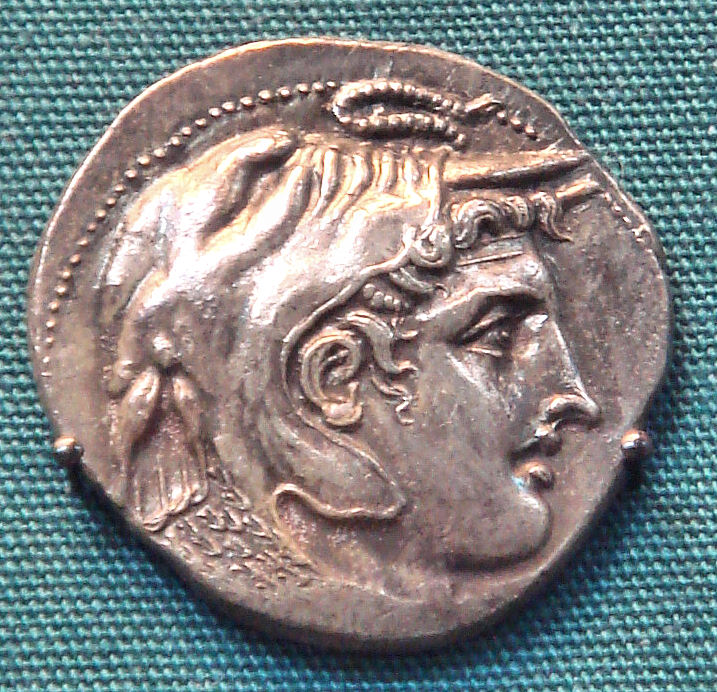
Une pièce de monnaie représentant Alexandre le Grand rasé de près.

### Empire romain
Chez les Romains, la barbe était discréditée au premier siècle de l'Empire, puis réapparaît progressivement comme canon esthétique, à l'imitation de la Grèce antique, à partir d'Hadrien, d'abord pour les hommes de plus de 40 ans, associée à la vieillesse et à l'expérience. « Jusqu'aux derniers Antonins, sous les Sévères, la barbe devient le signe distinctif de tout homme de culture », de l'amateur éclairé, et son port se diffuse des empereurs aux Romains aisés.
À partir de Constantin, au début du IVe siècle, elle souffre à nouveau d'un certain discrédit à tel point que l'empereur Julien, moqué par le peuple d'Antioche au sujet de sa barbe compose en 363 un texte spirituel justifiant son choix, le Misopogon, ce qui peut se traduire par L’ennemi de la barbe.

### Empire byzantin
Chez les Byzantins, le triomphe de la barbe est lié à l'iconoclasme : le Patriarcat de Constantinople décide de s'affirmer face au pouvoir politique en autorisant les images et en encourageant ses prêtres et ses moines à laisser croître leur barbe.
Par réaction[réf. nécessaire], le pape romain ordonne aux siens de se raser et de se tonsurer.

### Russie des Tsars
Au XVIIIe siècle, le tsar Pierre Ier de Russie, dit Pierre le Grand, dans un souci d'occidentaliser son empire, mit fin à la tradition du port de la barbe en instituant un impôt sur la barbe.
Il coupa lui-même la barbe de certains Boyards récalcitrants.
Dans la Russie d'après Pierre le Grand, la barbe devint un signe visible permettant de distinguer le noble du paysan, le soldat de l'homme d'Église .

### Europe

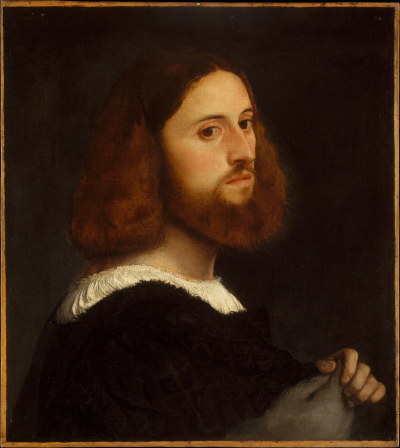
Portrait d'un homme de la Renaissance vers 1515.

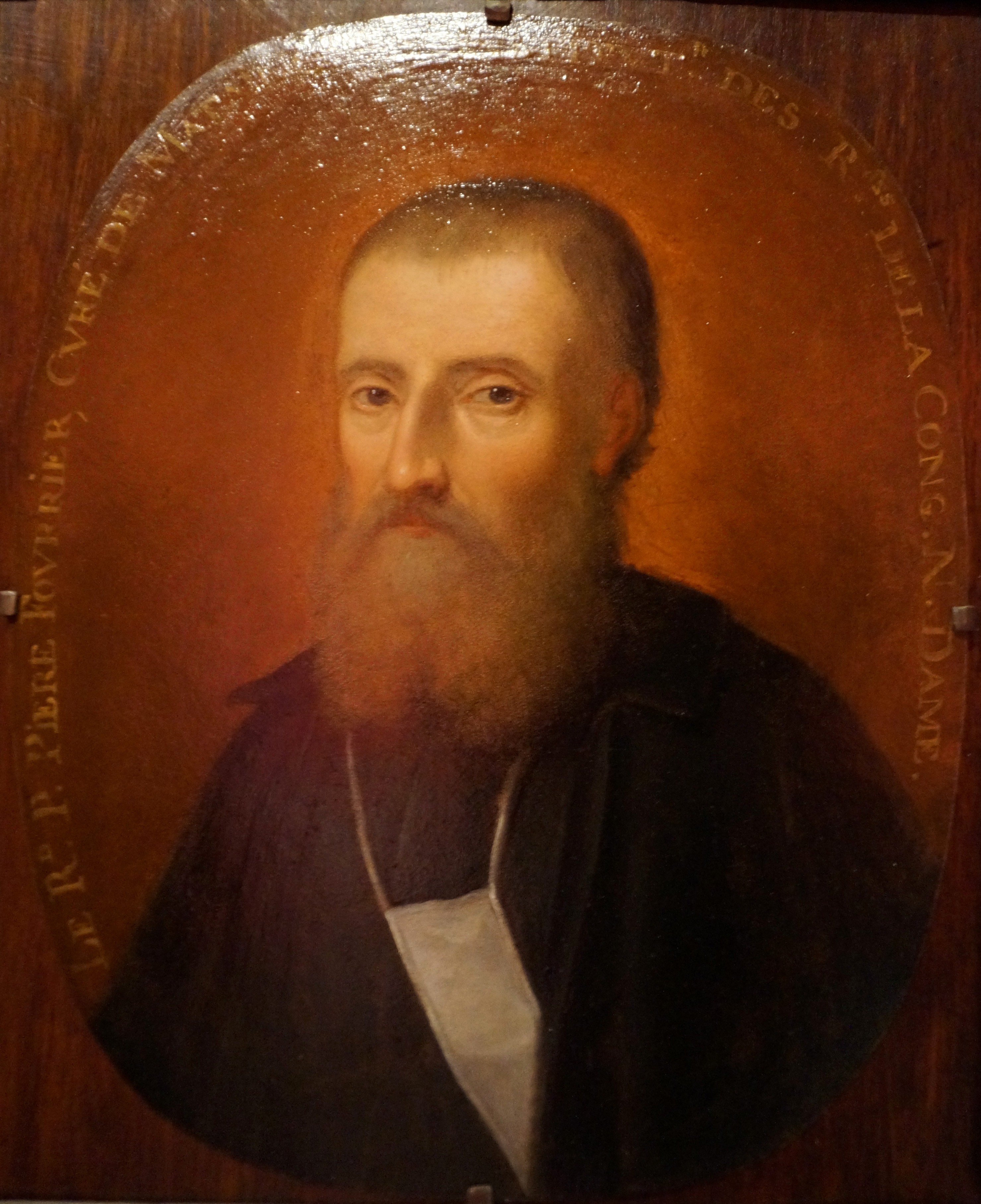
Pierre Fourier (1565-1640), prêtre Lorrain.

Dans la deuxième moitié du XIIe siècle, Burchardus, abbé de l'abbaye cistercienne de Bellevaux en Franche-Comté, écrivit un traité sur les barbes. À son avis, elles étaient appropriées pour les frères convers, mais pas pour les moines prêtres.
Au XVe siècle, la plupart des Européens sont rasés de près, de nombreux édits interdisant son port. À partir des années 1510-1520, la barbe et la moustache réapparaissent d'abord dans la Cour italienne (barbes royale et curiale), la noblesse italienne confrontée aux défaites des guerres d'Italie réagissant face aux accusations de s'être efféminée par cet attribut viril. Puis la barbe se diffuse dans l'aristocratie européenne ainsi que dans le clergé catholique qui doit avoir une autorisation (un décret du concile de Carthage défend aux clercs de porter barbes et cheveux longs mais il y a débat pour savoir s'il y a interpolation de la lecture du concile). François Ier rétablit en France la mode de la barbe longue à partir de 1521.
La barbe disparaît dans la première moitié du XVIIe siècle, l'absence de la barbe et de la moustache étant compensée par le port de la perruque.

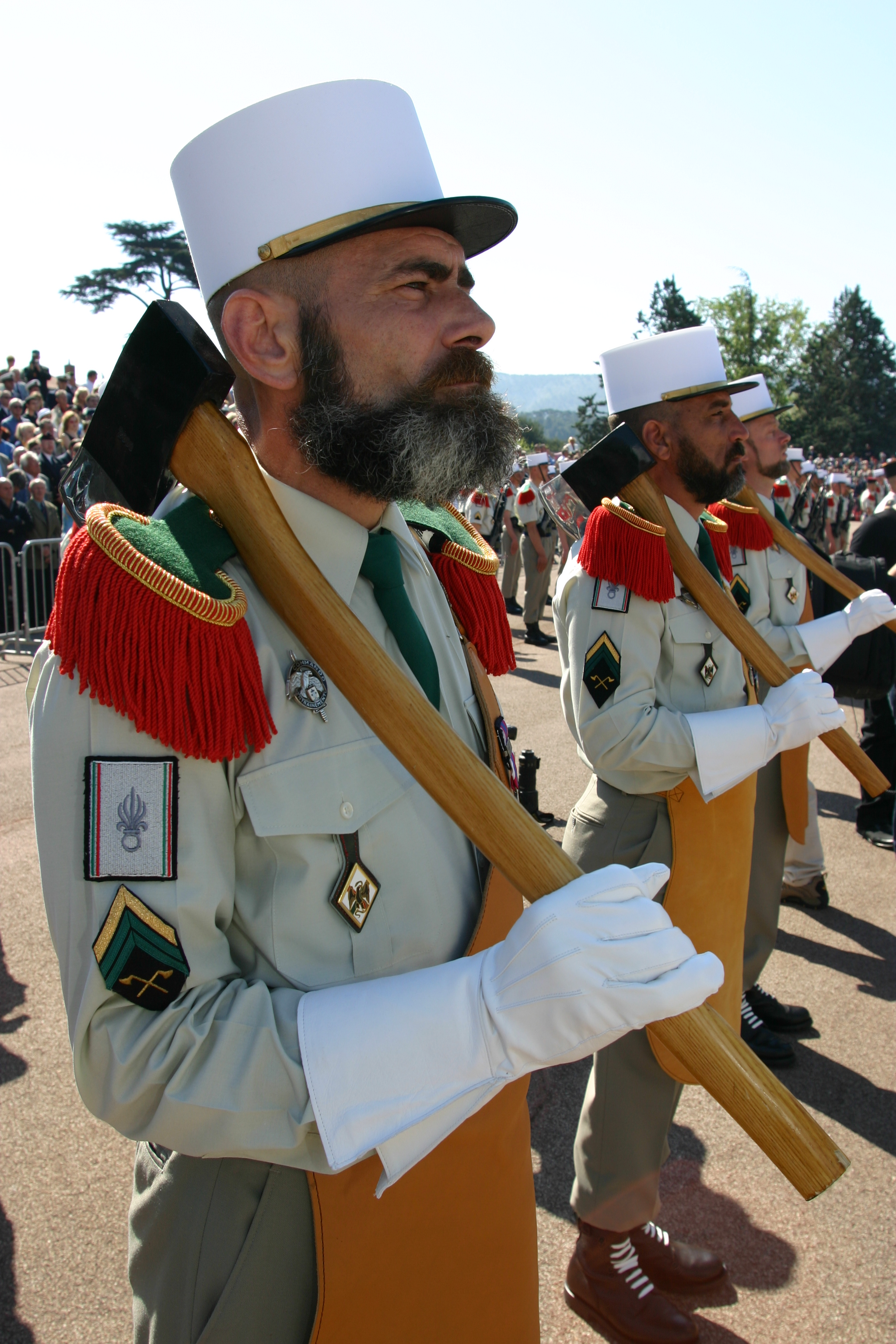
Pionniers de la Légion étrangère.

La barbe revient de nouveau à la mode en Occident dans la seconde moitié du XIXe siècle jusqu'à la Première Guerre mondiale. Elle réapparaît dans les années 1960 et 1970 du XXe siècle à la faveur des mouvements contestataires liés à la contre-culture hippie.

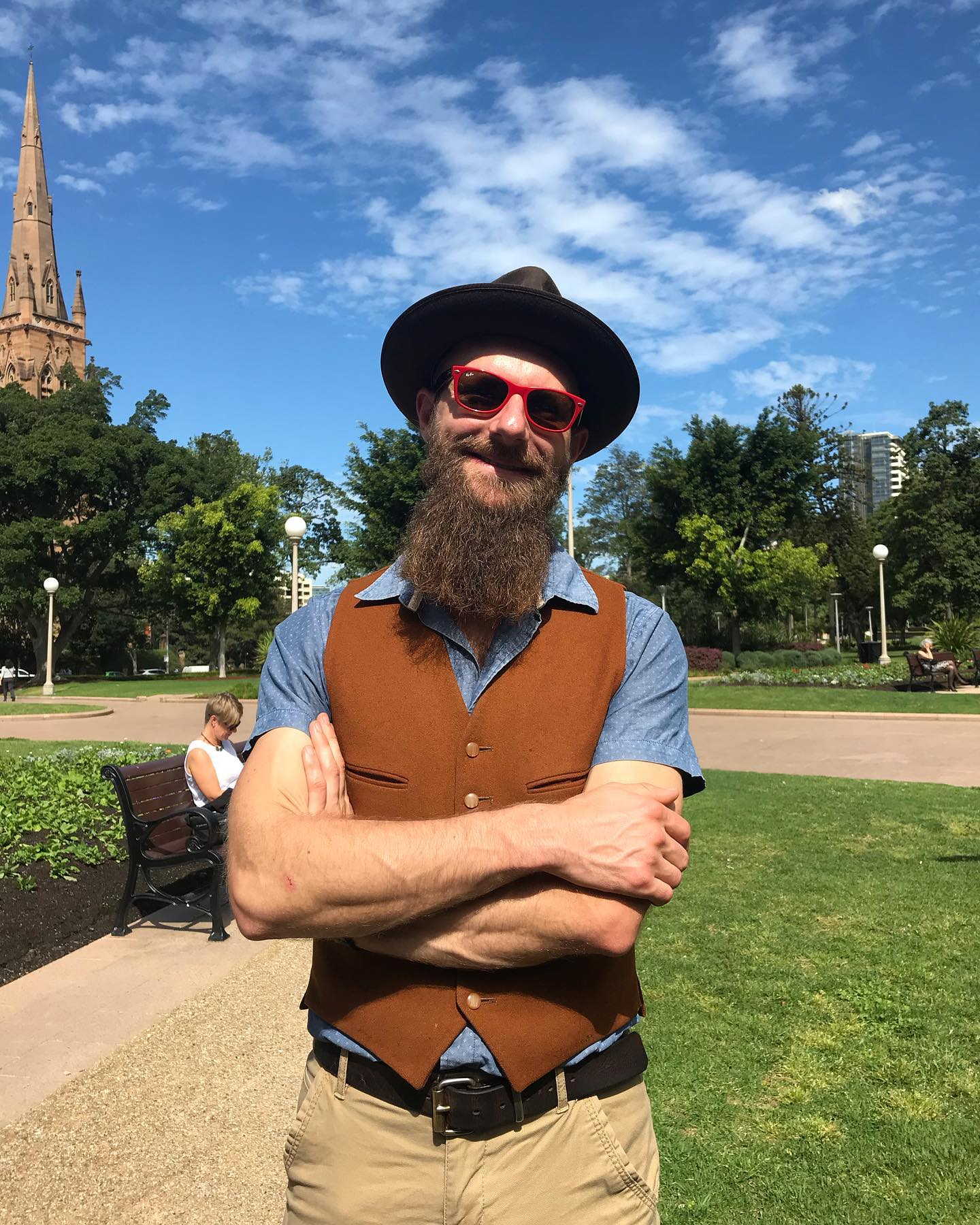
Hispter à Sydney : barbe longue taillée, lunettes colorées, gilet rétro.

Elle réapparaît au début du XXIe siècle, portée notamment par le milieu du show-bizness et les hipsters, à partir des premières années de la décennie 2010, favorisant l'essor d'une économie liée (regain des barbiers, voire des greffes de barbe,,).

Barbes et moustaches sont aujourd'hui des accessoires que l'on aime porter et changer grâce au rasage ou à la taille, et détachés de toute portée symbolique. D'ailleurs, les entreprises sont plus permissives à ce niveau.

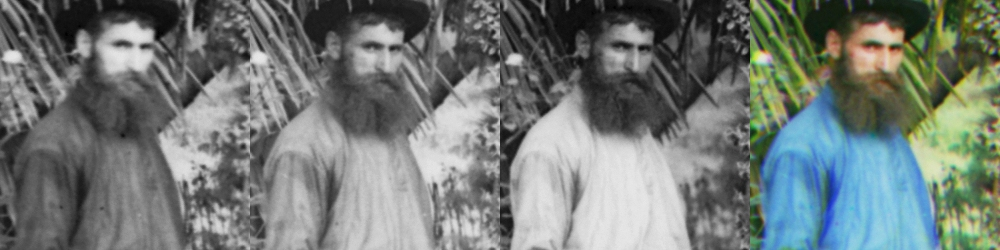
Extrait de Alleia Hamerops : les trois images élémentaires et la résultante couleur, représentant ici un barbu.

### Armée française
Chez les pionniers de la Légion étrangère, il est de tradition de porter la barbe. Comme les pionniers montaient à l'assaut en premier, leur espérance de vie était très faible. De ce fait, ils avaient le droit, lorsqu'ils partaient au combat, de ne pas se raser et revenaient barbus lorsqu'ils survivaient[réf. nécessaire].
Dans le reste du corps de l'armée, la barbe est aujourd'hui autorisée avec des contraintes. Outre le fait qu'elle doit être taillée et propre, pour l'image véhiculée, elle ne peut être portée que si le soldat la garde identique à sa photo de carte militaire. Un soldat qui souhaite se laisser pousser la barbe doit demander à son chef de section l'autorisation de changer de photo[source insuffisante]. Les barbus sont souvent exemptés de défilé afin de manifester une plus grande harmonie dans les rangs. Des interdictions peuvent être apportées pour des raisons de port d'équipement, par exemple jugulaire de casque ou masque couvrant.

## Barbe et religions

### Judaïsme et christianisme originels

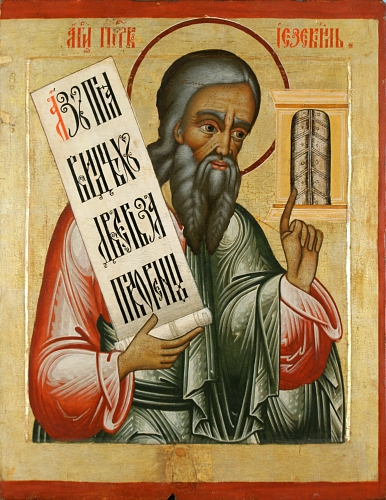
Icône chrétienne représentant le prophète Ezéchiel, XVIIIe s.

Le port de la barbe dans le judaïsme est un sujet discuté et la Kabbale indique que les raisons en sont cachées,. Le Zohar évoque « la barbe mythique de la plus élevée des dix sefirot de la divinité dont les longues mèches sont censées non seulement représenter mais aussi contenir les Treize facettes de la miséricorde divine ». La barbe serait signe de sagesse et de respect car elle symboliserait et permettrait le passage de l'esprit au cœur, de la pensée à l'action, de la théorie à la pratique. Aussi, pour distinguer l'homme de la femme ou l'Hébreu du polythéiste, le livre du Lévitique interdit-il de raser sa barbe : « Vous ne couperez point en rond les coins de votre chevelure, et tu ne raseras point les coins de ta barbe », mais autorise sa taille selon certaines règles, notamment avec des ciseaux,. Une histoire talmudique (parasha Kora'h) allégorique évoque une conversation entre un sage chauve et barbu et un eunuque rasé et chevelu.
Cependant, pour différents épisodes de la Torah, se raser était signe de deuil comme dans le Livre d'Ezéchiel : « Et toi, fils de l’homme, prends un instrument tranchant, un rasoir de barbier ; prends-le, et passe-le sur ta tête et sur ta barbe ». Pour le Talmud, « La barbe est l’ornement de l’homme ».
À partir du IIIe siècle, certains dirigeants chrétiens comme Clément d'Alexandrie recommandent le port de la barbe par les hommes chrétiens.
Conformément à la Bible, le judaïsme interdit la représentation de la figure humaine mais le christianisme l'encourageant, Moïse et les patriarches bibliques, Jean-Baptiste, Jésus-Christ et la plupart des apôtres (dans le christianisme plus tardif) sont représentés portant la barbe, signe de sagesse et de maturité, car on suppose qu'il ne pouvait pas en être autrement dans leurs contextes historiques.

#### Représentation de Jésus imberbe ou barbu

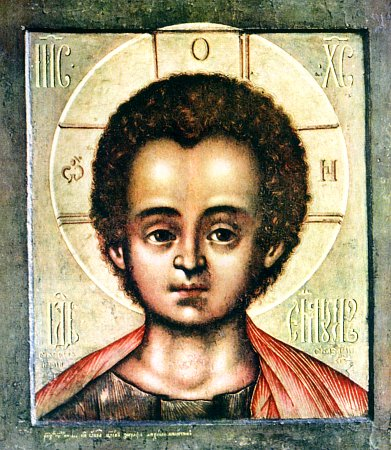
Jésus-Christ-Emmanuel encore imberbe, S. Ouchakov, Russie, 1697.

Les Evangiles ne contiennent aucune description physique de Jésus, si ce n'est qu'il portait le talit juif (châle de prières). Le plus ancien portrait connu de Jésus, trouvé en Syrie et daté à environ 235, le montre en jeune homme imberbe, aux cheveux ras et habillé dans le style d'un jeune philosophe d'une tunique et d'un pallium - signes que certains premiers chrétiens ne tiennent pas compte du contexte historique du judaïsme de Jésus et le visualisent uniquement en fonction de leur propre contexte social gréco-latin. L'art chrétien primitif dépeint alors Jésus le plus souvent comme le Bon Pasteur, déguisé en Orphée, le héros de la mythologie grecque, jeune, imberbe et en tunique courte mais cela n'a probablement pas été compris comme un portrait du Jésus historique à cette époque.

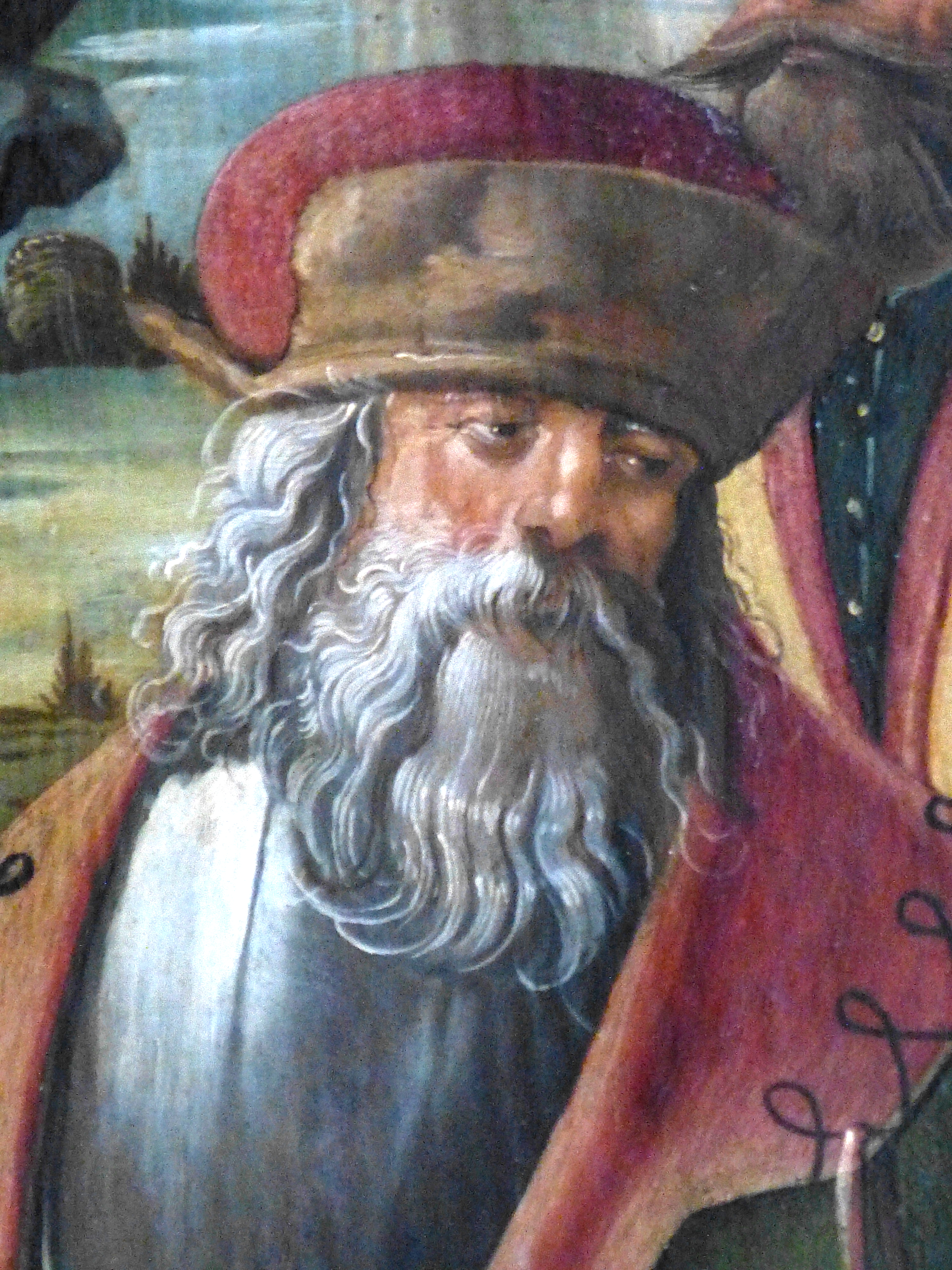
Crucifixion du Christ (détail de Longin le Centurion), Schwabach, 1506-1508.

Une autre représentation des IIIe – IVe siècles montre Jésus avec une barbe et dans le type conventionnel qui apparaîtra plus tard. Cette description se rapproche du type du philosophe classique « charismatique » comme celle d'Euphrate le stoïcien, Dio de Pruse ou Apollonius de Tyane dont on dit (comme Jésus) qu'ils pouvaient faire des miracles et aussi celle du dieu des dieux mythologiques, le grec Zeus ou Jupiter protecteur de Rome. Selon l'historien d'art (en) Paul Zanker, le modèle barbu possède les cheveux longs depuis le début, et une barbe relativement longue qui contraste avec la courte barbe « classique » et les cheveux courts toujours attribués à saint Pierre et à la plupart des autres apôtres - une représentation de Jésus spécifiquement associée aux philosophes.
Au cours du IVe siècle, Jésus commence à être dépeint comme un homme d'apparence juive, avec une barbe et les cheveux longs, un style reconnaissable, généralement pas porté par les Romains alentour. Le siècle suivant, particulièrement en Orient, il lui est rajouté une auréole. Sur les mosaïques du début du VIe siècle de la basilique Saint-Apollinare-le-Neuf à Ravenne, Jésus est imberbe durant son ministère jusqu'aux scènes de la Passion, après quoi il est représenté avec une barbe.
Sur les icônes du Christ Pantocrator (Christ en gloire), Jésus est représenté adulte, barbu avec les cheveux longs et un visage aux traits « aryens ». Il tient souvent un livre et esquisse un geste de bénédiction, ses deux doigts tendus symbolisant sa double nature, humaine et divine.

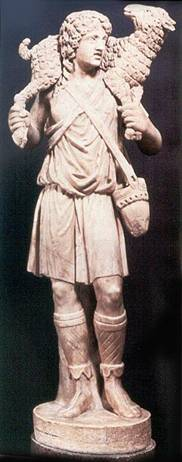
Jésus imberbe comme « le Bon Pasteur », Rome, v. 300 après J.-C.
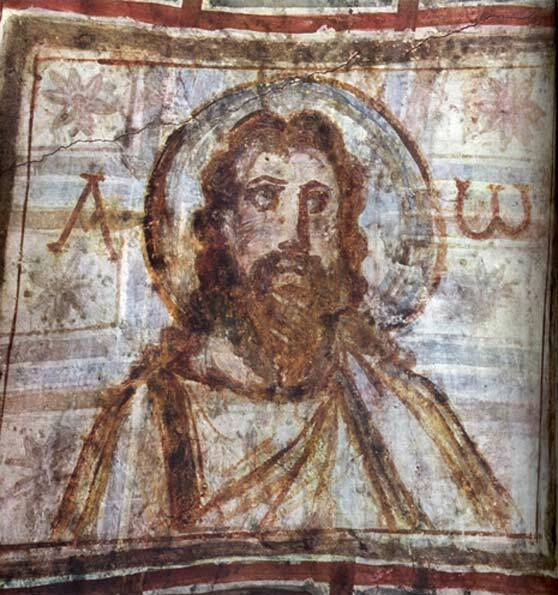
Représentation de Jésus-Christ, catacombes de Commodilla, Rome, IVe-Ves.
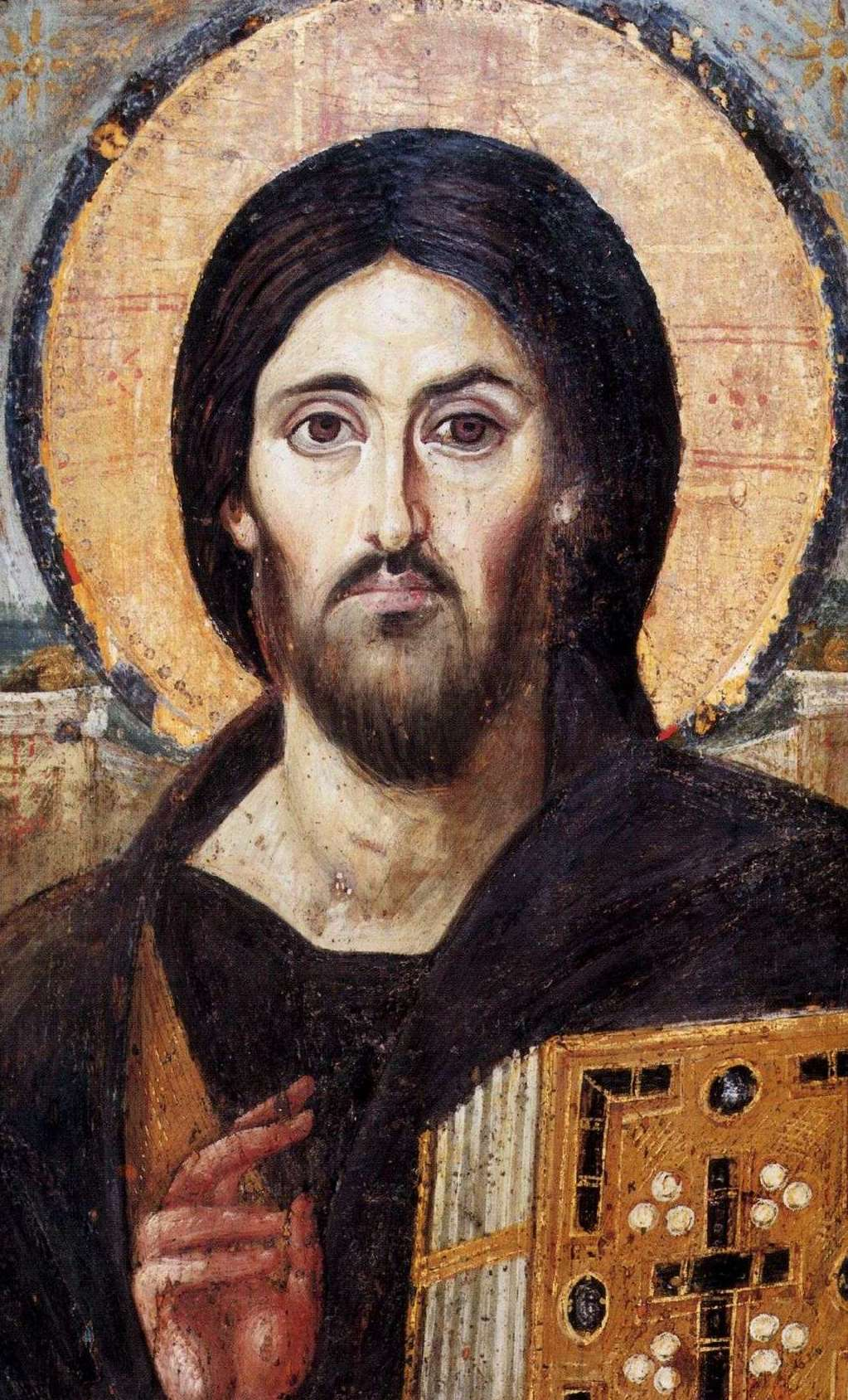
Christ Pantocrator, monastère Sainte-Catherine du Sinaï, Égypte, VIe s.
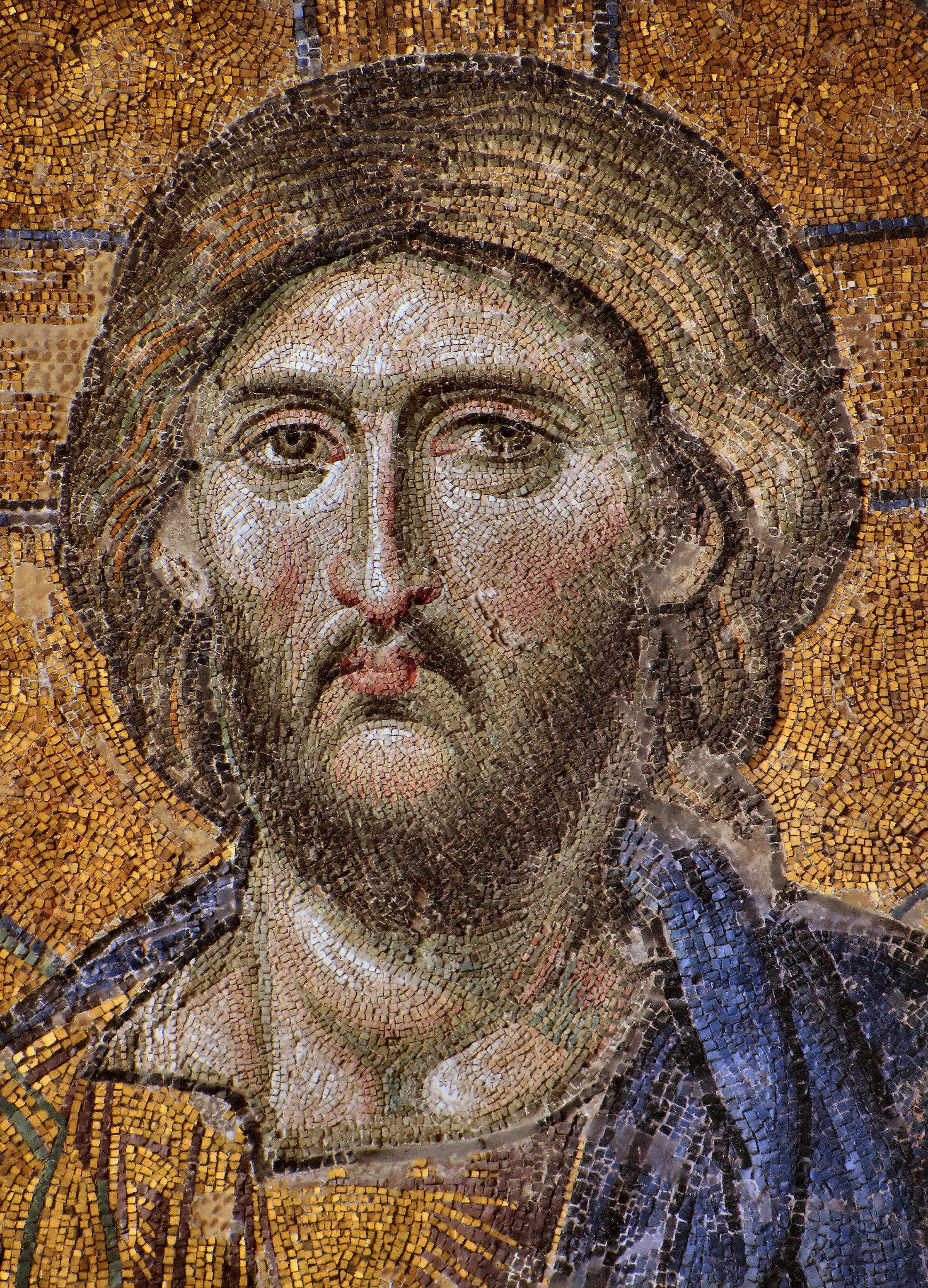
Christ Pantocrator, basilique Sainte-Sophie, Constantinople, IXe s.
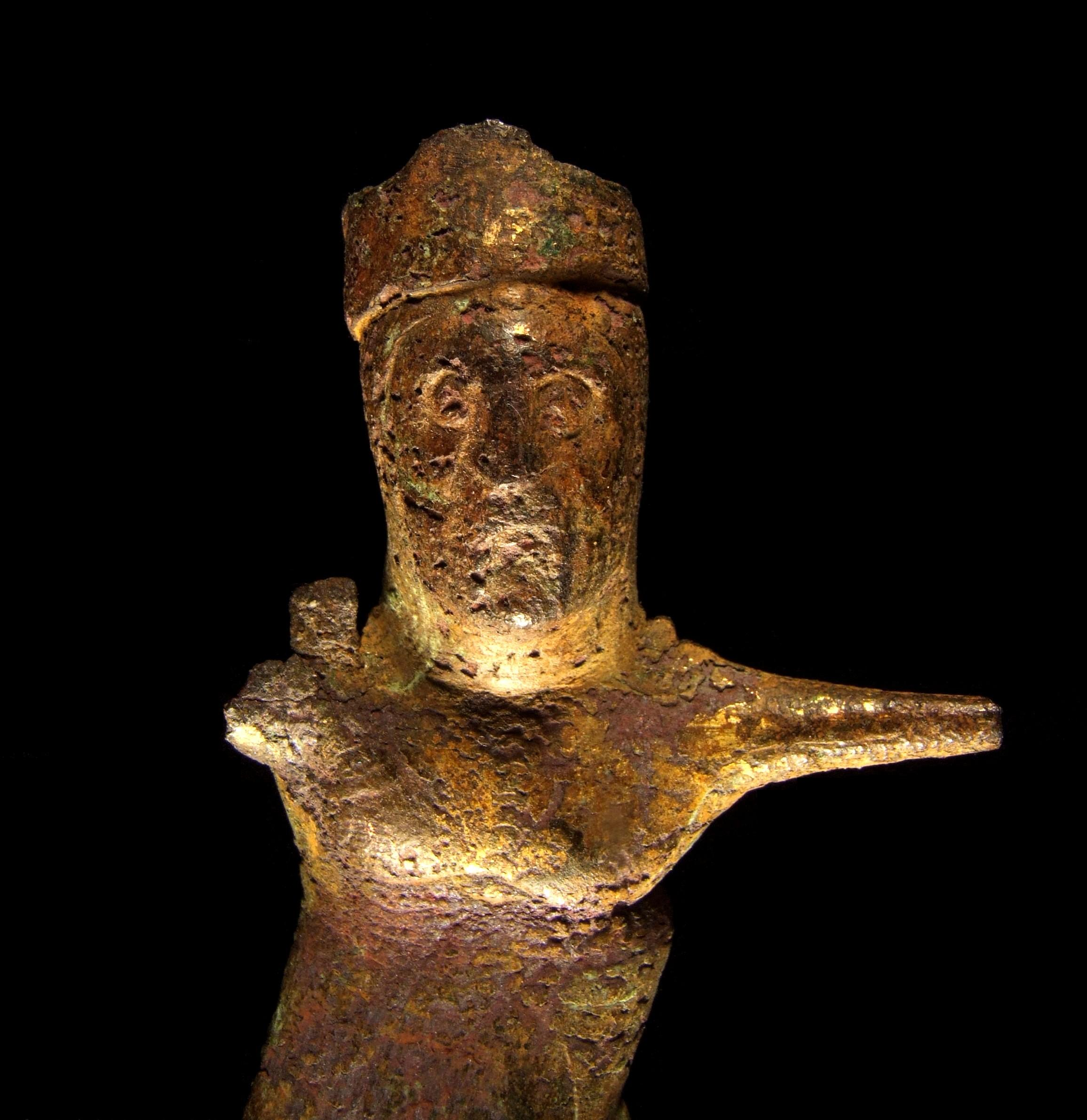
Statuette médiévale du Christ barbu, Limoges, 1200-1300.
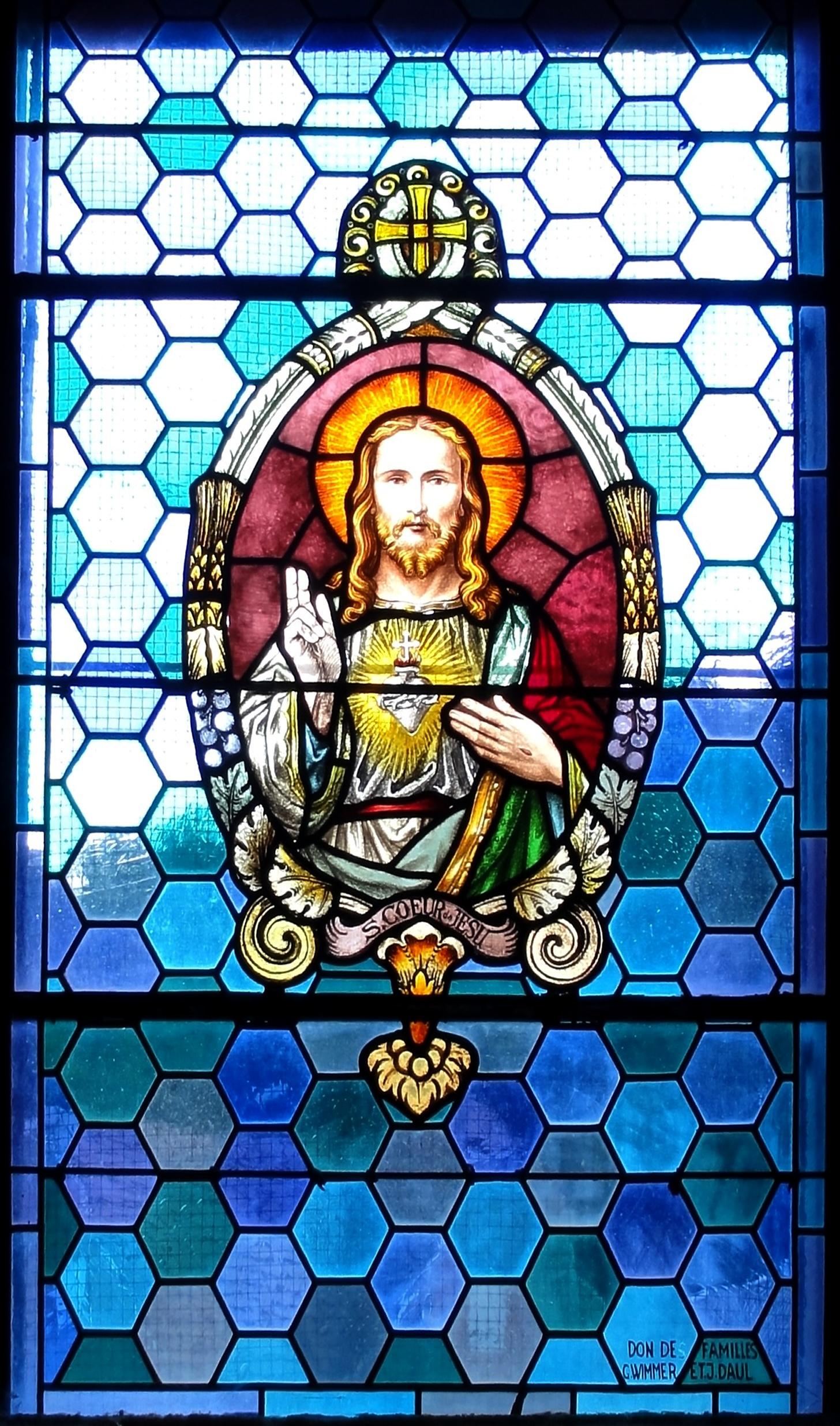
Verrière « Sacré-Cœur de Jésus », Chapelle Sainte-Barbe de Kuttolsheim (Alsace), par Alphonse Ehret, XIXe s.

### Dans les communautés juives

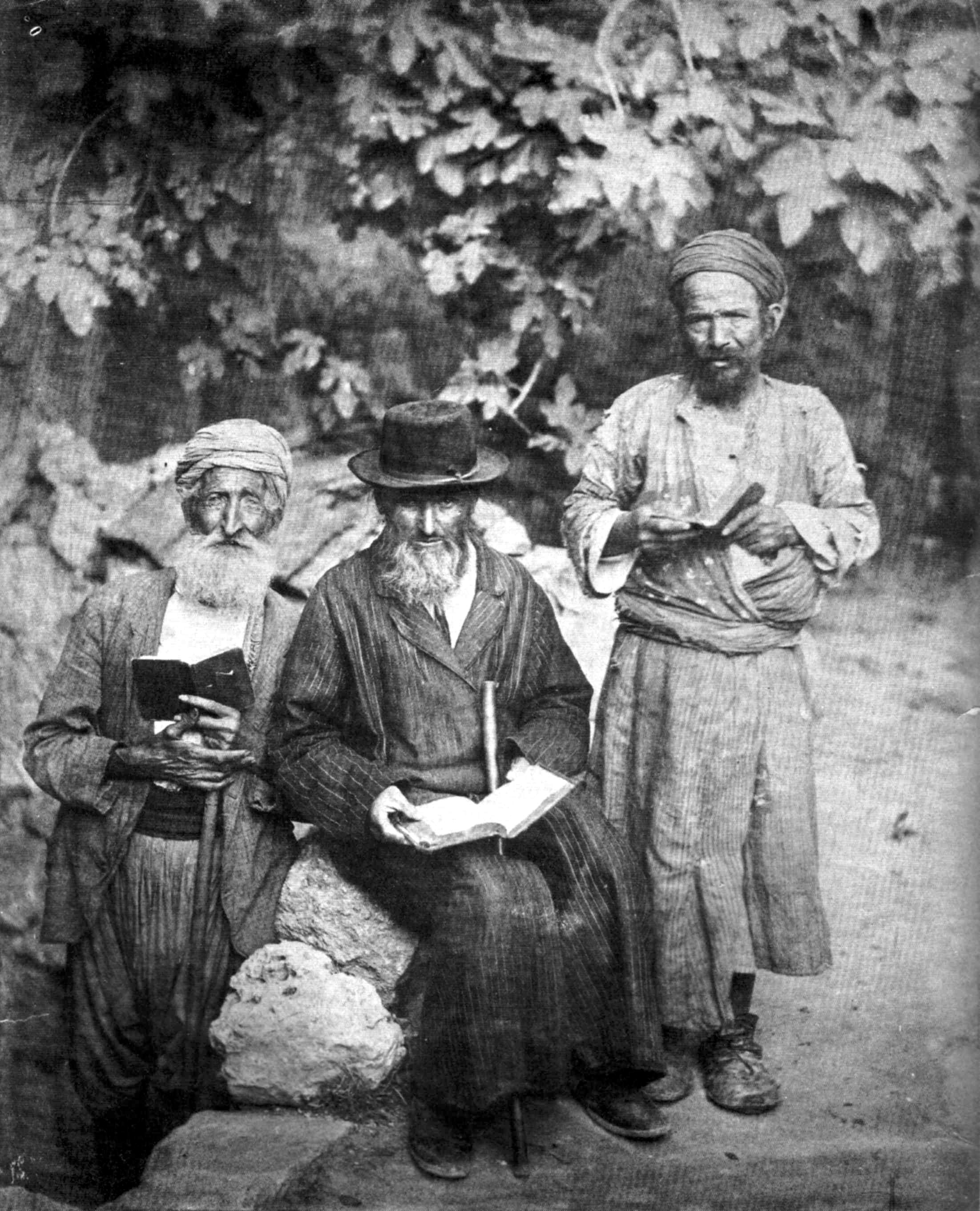
Juifs de Jérusalem, tous barbus, 1895.

Dans les faits, le port ou non, la taille ou non de la barbe a fortement varié dans les communautés juives selon les lieux, les époques, les modes et les interprétations.
En 839, le diacre Bodo, ancien membre de la cour de Louis le Pieux, se serait fait pousser la barbe après une spectaculaire conversion au judaïsme pour devenir le juif Eléazar. Les récits chrétiens de sa conversion insistent sur le fait que le passage de l'homme d'Église du christianisme au judaïsme supposait qu'il se fît pousser les cheveux de sa tonsure et la barbe, et se fasse circoncire (sicque circumcisus capillisque ac barba crescentibus) et le décrivent « comme le juif accompli par sa foi et son costume barbu, marié (barbatus et conjugatus) et fréquentant quotidiennement la synagogue de Satan ».
Dès le XIe siècle, « les juifs séfarades ou ashkénazes identifient la longue barbe flottante comme étant l'apanage de la seule profession rabbinique mais non communément arborée par tous ».
Au début du XVIIe siècle, le kabbaliste de Jérusalem rabbi (en) Meir Poppers recommande d'éviter de toucher ou de tenir la barbe de quiconque de crainte qu'un seul poil n'en soit ôté par inadvertance. Tous les éléments historiographiques vont dans le sens d'une signification à la fois d'honneur viril et de splendeur divine dans le port de la barbe (araméen : dikna 'ila ah) chez les Juifs levantins, laquelle faisant fonction parfois simultanément de signe de fraternité et de marque d'altérité exotique. En revanche, la barbe ne semble pas vénérée parmi les juifs achkénazes médiévaux.

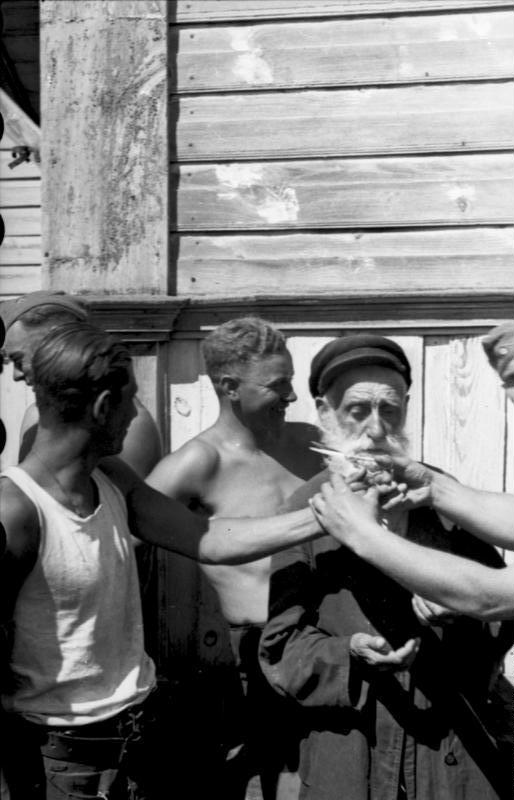
Rasage forcé par des nazis, juillet 1941.

#### Humiliation
En terre d'islam, les non musulmans (dhimmis) devaient s'acquitter d'un impôt (djizîa) évoqué dans le Coran, durant un cérémonial humiliant assorti de quelques violences physiques, décrit ici selon des sources du XIe siècle où la barbe, insigne d'honneur, devient un objet d'humiliation : 
Ce genre de scène se reproduira à l'époque nazie.
Un épisode du Zohar montre « une représentation éloquente des différents types d'humiliations que les barbes des Juifs ont eu à souffrir entre les mains de musulmans vénérant par ailleurs la barbe ». Ainsi, cette scène, : « Un jour qu'il montait à Jérusalem, rabbi Jochua vit un Arabe et son fils croiser un juif. L'Arabe dit à son fils : « Vois. Voici un juif que Dieu a rejeté. Va et insulte-le. Crache-lui au visage sept fois... » Le garçon alla et saisit le juif par la barbe, sur quoi rabbi Jochua dit : « Tout-Puissant (...) J'invoque les puissances célestes, qu'elles descendent ici-bas ! » »

### Églises d'Orient et d'Occident
Dans l'Église orthodoxe et les Églises catholiques orientales, il est de coutume que les religieux portent une barbe.
Pendant longtemps, en pays slave, la barbe était considérée comme une marque de vertu, voire de sainteté, alors que le visage glabre associé à la débauche et à la décadence était condamné, voire réprimé. Couper la barbe des personnes qui abandonnaient l'orthodoxie officielle était une mesure de persécution récurrente ; c'est ce qui est infligé au XVIIe siècle, aux uniates d'Ukraine (catholiques orientaux), et aux traditionalistes orthodoxes du Raskol.

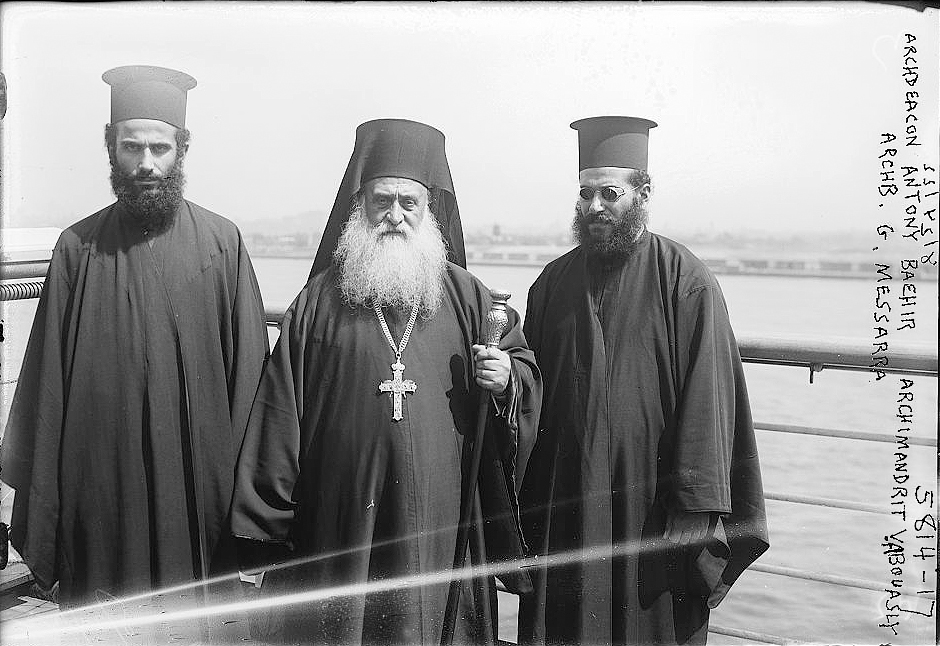
Fondateurs de l'archidiocèse chrétien orthodoxe d'Antioche en Amérique du Nord, New York, 1923.

Le médiéviste Giles Constable indique qu'« aucun Carolingien, Charlemagne compris, ne portait de barbe » et que le style caractéristique dans Europe du Nord du IXe siècle « était la moustache portée avec le menton rasé ».
Au XIIe siècle, l'historien latin Guillaume de Tyr observait que : « Les Orientaux, tant Grecs que des autres nations, entretiennent leur barbe avec le plus grand soin et s'il se trouve par pur hasard un de leurs cheveux en soit arraché, ils le considèrent comme le plus haut degré de l'injure et de l'ignominie ». Il rapporte aussi que l'arménien Gabriel de Malatia fut outré que son gendre, le roi Baudouin II, ait prétendu avoir engagé sa barbe (atteignant la poitrine) pour le paiement de ses hommes : « il avait ainsi mis en gage ce qui devait être conservé avec le plus grand soin, le trait caractérisant l'homme, la gloire de sa face, le sommet de sa dignité, comme si c'était là une chose négligeable. » La question du port de la barbe, était aussi un facteur d'opposition à l'Église catholique où selon les époques les prêtres se rasaient la barbe. [réf. nécessaire]. La figure parfaitement glabre prédomine en Europe vers la fin du XVIIe et au XVIIIe siècle ; ceci s'illustre par exemple de Clément XI qui est le premier pape rasé à régner (1700-1721) après Jules II (1503-1513).

### Islam

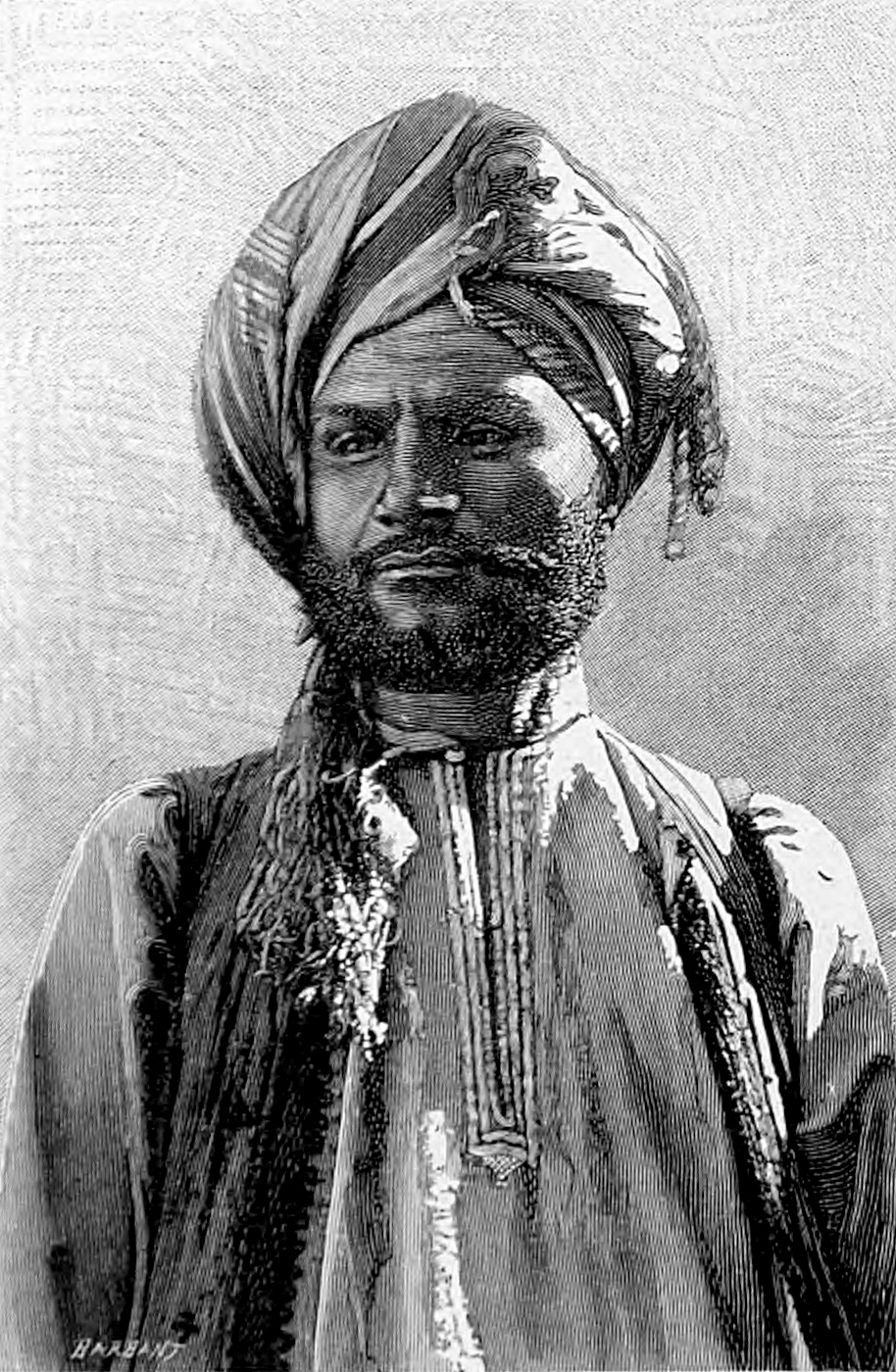
Négociant musulman de Mascate (Oman), 1888.

En Islam, le port de la barbe est une Sounnah (trad. relative : tradition) de Mahomet, qui lui-même avait une barbe fournie, ainsi que de ses Compagnons. Le statut du port de la barbe n'est pas mentionné dans le Coran mais le Prophète a ordonné aux musulmans de laisser pousser leur barbe en disant dans un hadith : « Laissez pousser vos barbes, et taillez-vous les moustaches, différenciez vous des polythéistes ».
L'exemple de Mahomet conservant sa barbe intacte était suivi par les croyants et la laisser pousser est considéré par les musulmans comme l'insigne de la dignité masculine.
En Espagne musulmane des Xe – XIe siècles, tous les hommes, de quelque religion qu'ils soient, portent la barbe, d'après l'historien (en) Elihaou Ashtor. C'est une des raisons pour lesquelles le paiement dans l'humiliation de la taxe djizîa pouvait comporter une scène où le musulman saisissait la barbe du dhimmi juif ou chrétien pour le gifler,.
Au XVIIIe siècle et après avoir passé plusieurs années en Afrique du Nord, le poète italien (en) Samuel Romanelli rapporte une sensibilité exacerbée à l'importance de la pilosité du visage ainsi que sa suppression, montrant qu'elle fait alors partie d'une culture partagée par les musulmans, les Juifs et même les chrétiens du Levant pendant plusieurs siècles ; il indique en 1792, : « Les Arabes ne se saisiraient jamais de la barbe de l'un entre eux lors une querelle car ils la tiennent pour sacrée et qu'ils prêtent serment par elle. Ainsi en est-il également pour les juifs. Les juifs pieux ne la toucheraient même pas de peur qu'un seul cheveu en tombe au sol et souille la vénérable barbe ». » Après la prise de Kaboul, le 27 septembre 1996, le gouvernement provisoire des talibans édicte un certain nombre de règles dont celle-ci à propos de la barbe : « Il est interdit de se raser ou de se tailler la barbe. Les porteurs de mentons glabres ou peu poilus seront emprisonnés jusqu'à ce que la barbe leur pousse et atteigne la taille d'une main. »

## Femmes à barbe
Chez la femme, la présence d'une barbe est liée à un dérèglement hormonal entraînant une hypertrichose.